# Liste der Biografien/Flo
Liste der Biografien |
Portal Biografien |
Personensuche
# |
A |
B |
C |
D |
E |
F |
G |
H |
I |
J |
K |
L |
M |
N |
O |
P |
Q |
R |
S |
T |
U |
V |
W |
X |
Y |
Z |
?
 
Fa |
Fe |
Ff |
Fh |
Fi |
Fj |
Fk |
Fl |
Fm |
Fn |
Fo |
Fr |
Ft |
Fu |
Fy
 
Fla |
Fle |
Fli |
Flj |
Flo |
Flu |
Fly
Die Liste der Biografien führt alle Personen auf, die in der deutschsprachigen Wikipedia einen Artikel haben. Dieses ist eine Teilliste mit 766 Einträgen von Personen, deren Namen mit den Buchstaben „Flo“ beginnt.

## Flo
- Flo Rida (* 1979), US-amerikanischer RapperFlo Rida (* 1979)

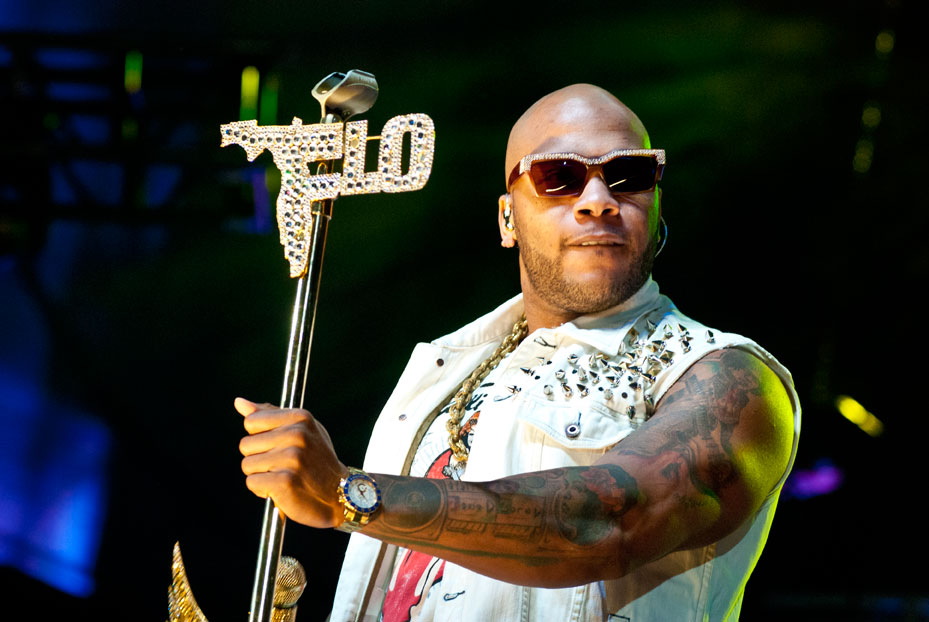
Flo Rida (* 1979)

- Flo, Cunami (* 1994), bosnischer Rapper
- Flo, Håvard (* 1970), norwegischer Fußballspieler
- Flø, Lasse (* 2005), dänischer Fußballspieler
- Flo, Per-Egil (* 1989), norwegischer Fußballspieler
- Flo, Tore André (* 1973), norwegischer Fußballspieler

### Floa
- Float, Jeff (* 1960), US-amerikanischer Freistilschwimmer
- Floating Points, britischer Produzent und Musiker elektronischer Musik

### Flob
- Floberg, Bjørn (* 1947), norwegischer Theater- und Filmschauspieler
- Flobert, Louis Nicolas Auguste (1819–1894), französischer Büchsenmacher und Erfinder
- Flobrigis († 737), römisch-katholischer Bischof in Salzburg

### Floc
- Floccari, Sergio (* 1981), italienischer Fußballspieler
- Floch Carbonel, Julia, französische Maskenbildnerin und Friseurin
- Floch, Josef (1894–1977), österreichisch-amerikanischer Maler
- Floch, Louis (* 1947), französischer Fußballspieler
- Flock Bever, Robert Herman (* 1956), US-amerikanischer Geistlicher, römisch-katholischer Bischof von San Ignacio de Velasco
- Flock, Bob (1918–1964), US-amerikanischer Rennfahrer
- Flöck, Carmella (1898–1982), österreichische Widerstandskämpferin
- Flock, Dietmar (* 1934), deutscher Agrarwissenschaftler und Hochschullehrer
- Flock, Dirk (* 1972), deutscher Fußballspieler und -trainer
- Flock, Dorothea (1608–1630), Opfer der Hexenprozesse in Bamberg
- Flock, Erasmus (1514–1568), deutscher Mathematiker, Astronom, Dichter und Mediziner
- Flock, Fonty (1920–1972), US-amerikanischer NASCAR-Rennfahrer
- Flock, Janine (* 1989), österreichische SkeletonpilotinJanine Flock (* 1989)

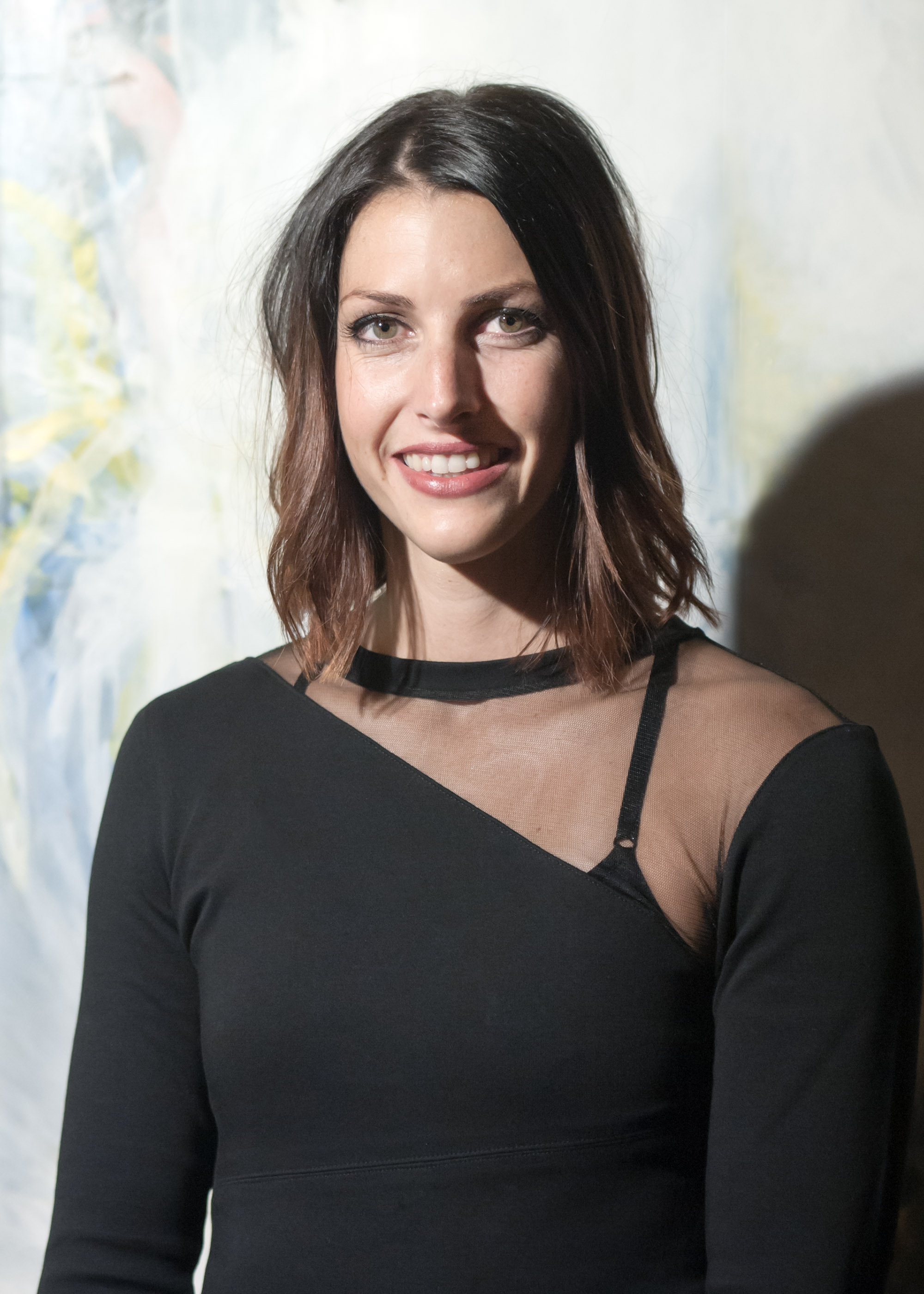
Janine Flock (* 1989)

- Flöck, Johannes (* 1968), deutscher Comedian und Moderator
- Flock, Kendra (* 1985), kanadische Fußballspielerin
- Flock, Tim (1924–1998), US-amerikanischer NASCAR-Rennfahrer und Meister
- Flöck, Verena (* 1992), österreichische Handballspielerin
- Flockemann, Adolf (1870–1955), deutscher Arzt und Konsul in Südafrika
- Flockemann, August (1849–1915), deutscher Bildhauer
- Flocken, Andreas (1845–1913), deutscher Unternehmer und Erfinder des ersten deutschen Elektroautos
- Flocken, Conradus (1622–1694), Pastor in Nörvenich
- Flocken, Erika (1912–1965), deutsche Ärztin der Organisation Todt
- Flocken, Jan von (* 1954), deutscher Historiker und Journalist
- Flocken, Ludwig (* 1961), deutscher Politiker (AfD)
- Flocken, Torsten (* 1966), deutscher Fußballspieler und -trainer
- Flockenhaus, Heinz (* 1856), deutscher Landschaftsmaler der Düsseldorfer Schule
- Flockenhaus, Richard (1876–1943), deutscher Maler, Radierer und Holzschneider
- Flockhart, Bruce (* 1972), schottischer Badmintonspieler
- Flockhart, Calista (* 1964), US-amerikanische SchauspielerinCalista Flockhart (* 1964)

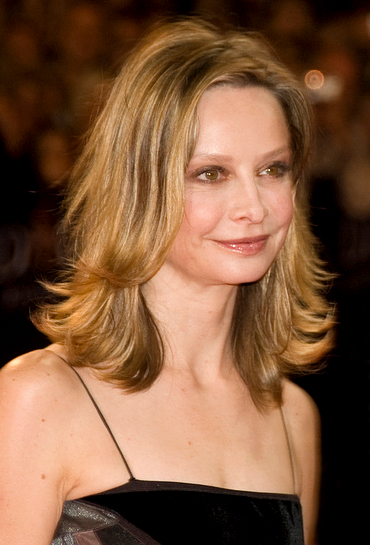
Calista Flockhart (* 1964)

- Flockhart, Joanna, schottische Badmintonspielerin
- Flockhart, Kirsty (* 1978), schottische Badmintonspielerin
- Flockhart, Ron (1923–1962), britischer Autorennfahrer und Pilot
- Flöckher, Adolf von (1814–1891), preußischer Generalleutnant
- Flockner, Conrad (1891–1963), deutscher Filmproduzent, Herstellungs- und Produktionsleiter
- Flöckner, Hartmut (* 1953), deutscher Schwimmsportler
- Flockton, Margaret (1861–1953), britisch-australische Illustratorin und Lithographin
- Flocon, Albert (1909–1994), deutsch-französischer Grafiker

### Flod
- Flod, Stefan (* 1985), schwedischer Vorsitzender der Ung Pirat
- Flodgren, Boel (* 1942), schwedische Rechtswissenschaftlerin
- Flodin, May (1935–2008), finnische Politikerin in Åland
- Flodin, May Louise (1930–2011), schwedische Miss World 1952
- Flödl, Karl (1900–1968), österreichischer Schriftsetzer und Politiker (VF, ÖVP), Landtagsabgeordneter
- Flodman, Andreas (* 1993), schwedischer Handballspieler
- Flodoard von Reims (894–966), westfränkischer Chronist
- Flodqvist, Thord (1926–1988), schwedischer Eishockeytorwart
- Flodström, Göran (* 1953), schwedischer Degenfechter

### Floe
- Fløe, Cecilie (* 2001), dänische Fußballspielerin
- Floeck, Wilfried (* 1943), deutscher Romanist
- Floehr, Johannes (* 1991), deutscher Moderator, Autor und Poetry SlammerJohannes Floehr (* 1991)

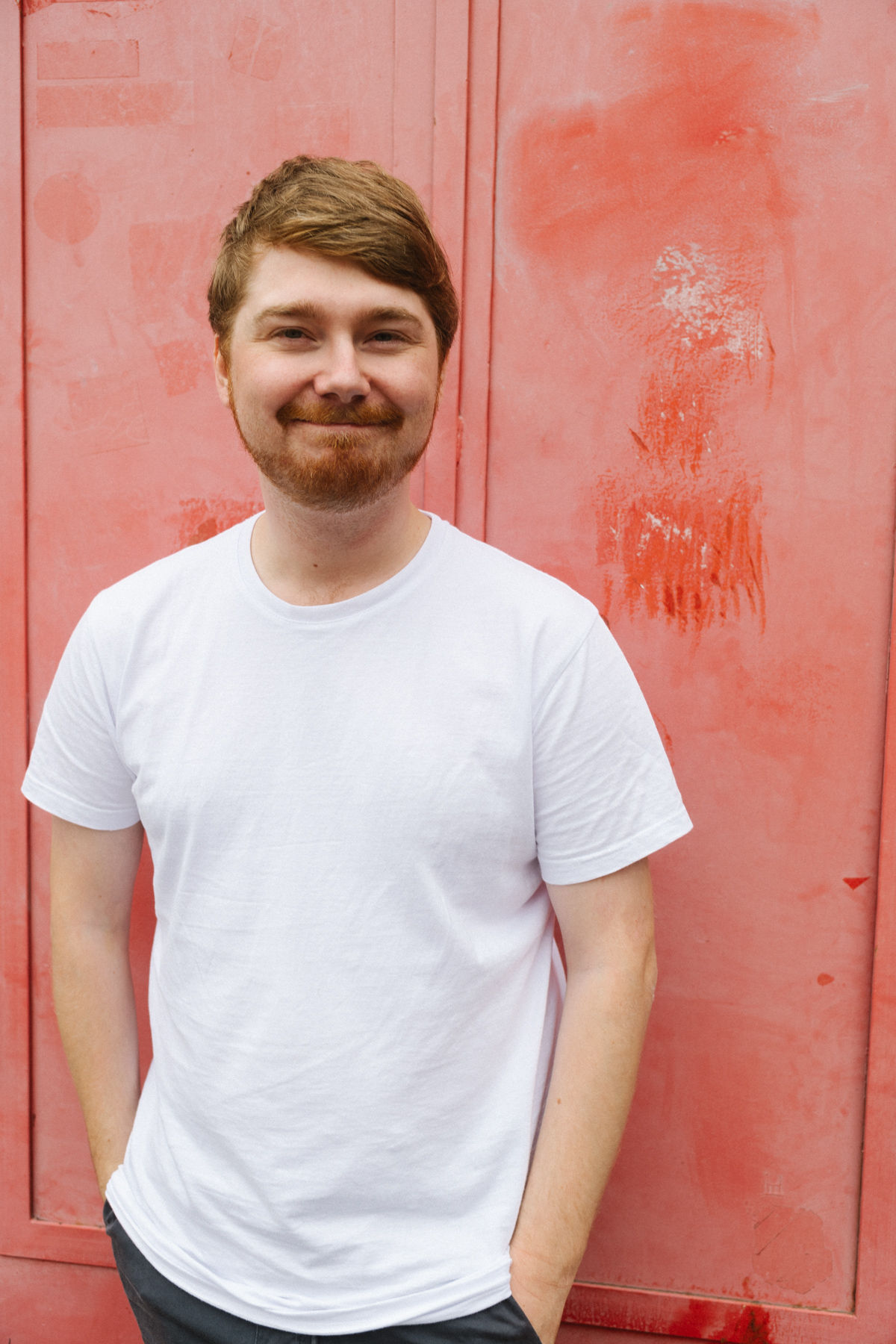
Johannes Floehr (* 1991)

- Flöel, Agnes (* 1973), deutsche Neurologin und Hochschullehrerin
- Floengård Jönsson, Karin (* 1988), schwedische Stuntwoman und Schauspielerin
- Floer, Andreas (1956–1991), deutscher Mathematiker
- Flöer, Michael (* 1965), deutscher Philologe und Erforscher von Ortsnamen
- Floercken, Johanna Concordia von (* 1747), deutsche Schauspielerin und Baronin
- Floericke, Kurt (1869–1934), deutscher Naturwissenschaftler
- Floerke, Anna Marie (1887–1961), Einbandforscherin
- Floerke, Franz (1811–1889), Bürgermeister der Stadt Grabow
- Floerke, Gustav (1846–1898), deutscher Schriftsteller und Kunsthistoriker
- Floerke, Hanns (1875–1944), deutscher Kunsthistoriker, Schriftsteller, Übersetzer und Herausgeber
- Floersheimer, Stephen (1925–2011), Schweizer Philanthrop, Bankier und Kunstsammler
- Floeth, Mathias (1896–1956), deutscher Verwaltungsbeamter, Landrat
- Floex (* 1978), tschechischer Klarinettist, Komponist, Produzent und Multimediakünstler

### Flof
- FloFilz (* 1991), deutscher Hip-Hop-Produzent

### Flog
- Flöge, Emilie (1874–1952), österreichische Designerin, Modeschöpferin und Unternehmerin, Lebensgefährtin des Malers Gustav KlimtEmilie Flöge (1874–1952)

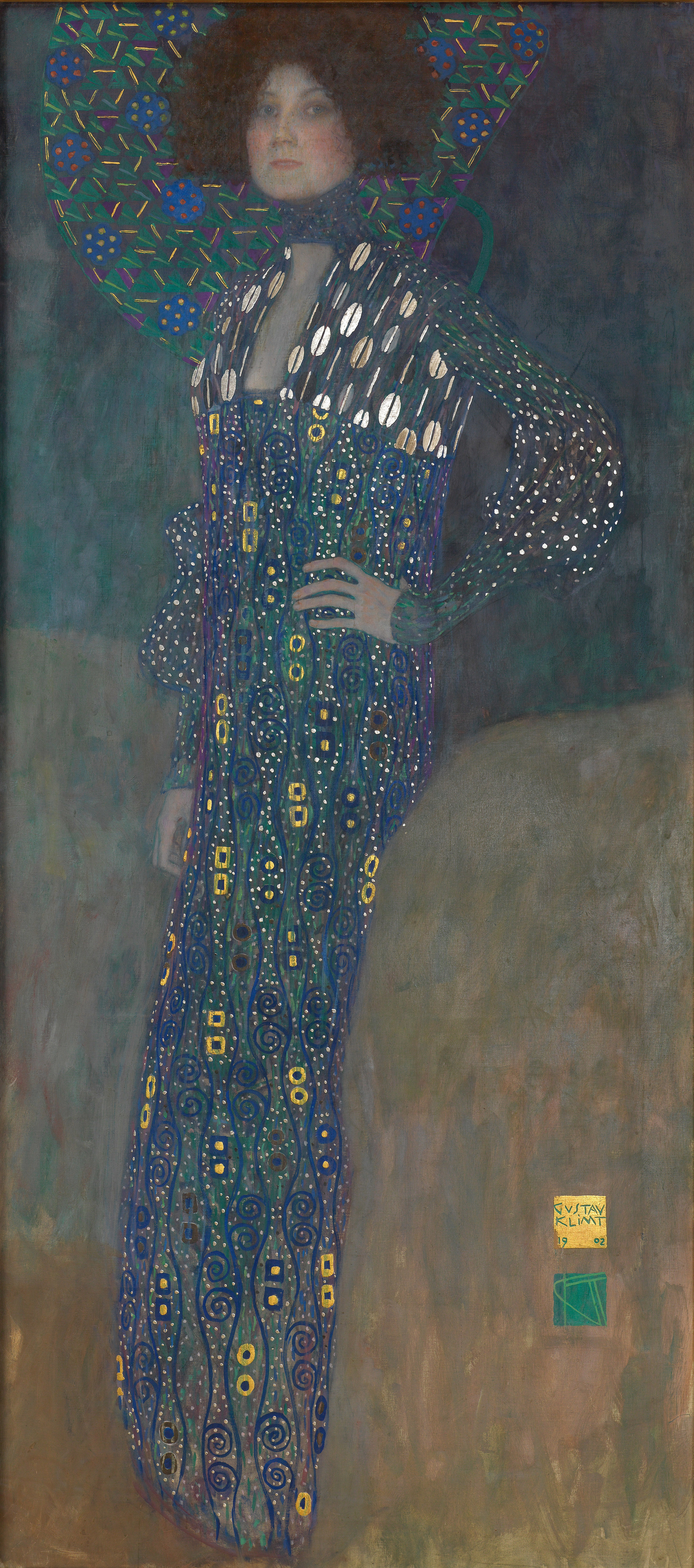
Emilie Flöge (1874–1952)

- Flögel, Dieter (1953–2022), deutscher Radsportler und nationaler Meister im Radsport
- Flögel, Johann Heinrich Ludwig (1834–1918), deutscher Jurist, Astronom, Zoologe, Botaniker und Naturfotograf
- Flögel, Johannes (1901–1971), deutscher Politiker (CDU), MdL
- Flögel, Karl Friedrich (1729–1788), deutscher Kultur- und Literaturhistoriker
- Flögel, Rudolf (* 1939), österreichischer Fußballspieler
- Flögel, Thomas (* 1971), österreichischer Fußballspieler
- Flögl, Mathilde (1893–1958), österreichische Malerin, Grafikerin und Textilkünstlerin
- Fløgstad, Kjartan (* 1944), norwegischer Schriftsteller
- Fløgstad, Kristen (* 1947), norwegischer Weit- und Dreispringer

### Floh
- Flohe, Heinz (1948–2013), deutscher FußballspielerHeinz Flohe (1948–2013)

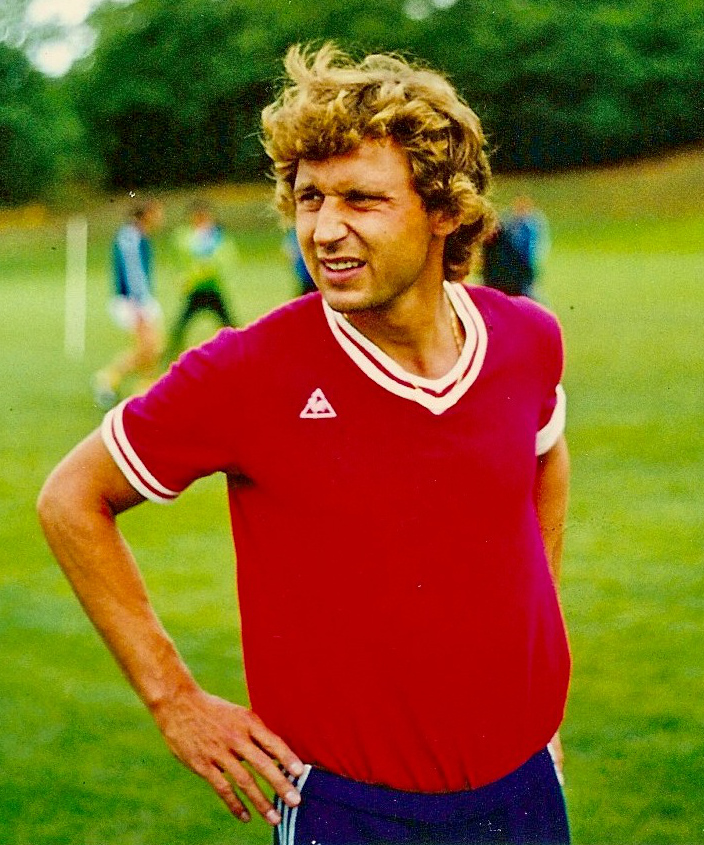
Heinz Flohe (1948–2013)

- Flohé, Yannick (* 1999), deutscher Sportkletterer
- Flohio (* 1992), Rapperin
- Flöhl, Heinz (1921–1982), deutscher Fußballspieler
- Flöhl, Rainer (1938–2016), deutscher Wissenschaftsjournalist
- Flohn, Hermann (1912–1997), deutscher Meteorologe
- Flohot, Charles (1888–1927), französischer Autorennfahrer
- Flohr, Carl (1850–1927), deutscher Maschinenbau-Ingenieur und Unternehmer
- Flohr, Friedrich (1927–2010), deutscher Mathematiker
- Flohr, Georg (1802–1861), deutscher Musiker und Komponist
- Flohr, Gustav (1895–1965), deutscher Politiker (KPD), MdR
- Flohr, Hans, deutscher Fußballspieler
- Flohr, Hans (* 1926), deutscher Fußballspieler
- Flohr, Hans (* 1936), deutscher Hirnforscher
- Flohr, Helmut (* 1932), deutscher Architekt, Kommunalpolitiker, Regionalhistoriker und Sachbuchautor
- Flohr, Hubert (1869–1940), deutscher Pianist
- Flohr, Jupp (1904–1958), deutscher Karnevalist, Mundartdichter und Schauspieler
- Flohr, Justus (1855–1933), deutscher Ingenieur
- Flohr, Karsten (* 1950), deutscher Schriftsteller
- Flohr, Lilly (1893–1978), österreichische Sängerin, Theater- und Stummfilmschauspielerin
- Flohr, Matthias (* 1982), deutscher Handballspieler und -trainerMatthias Flohr (* 1982)

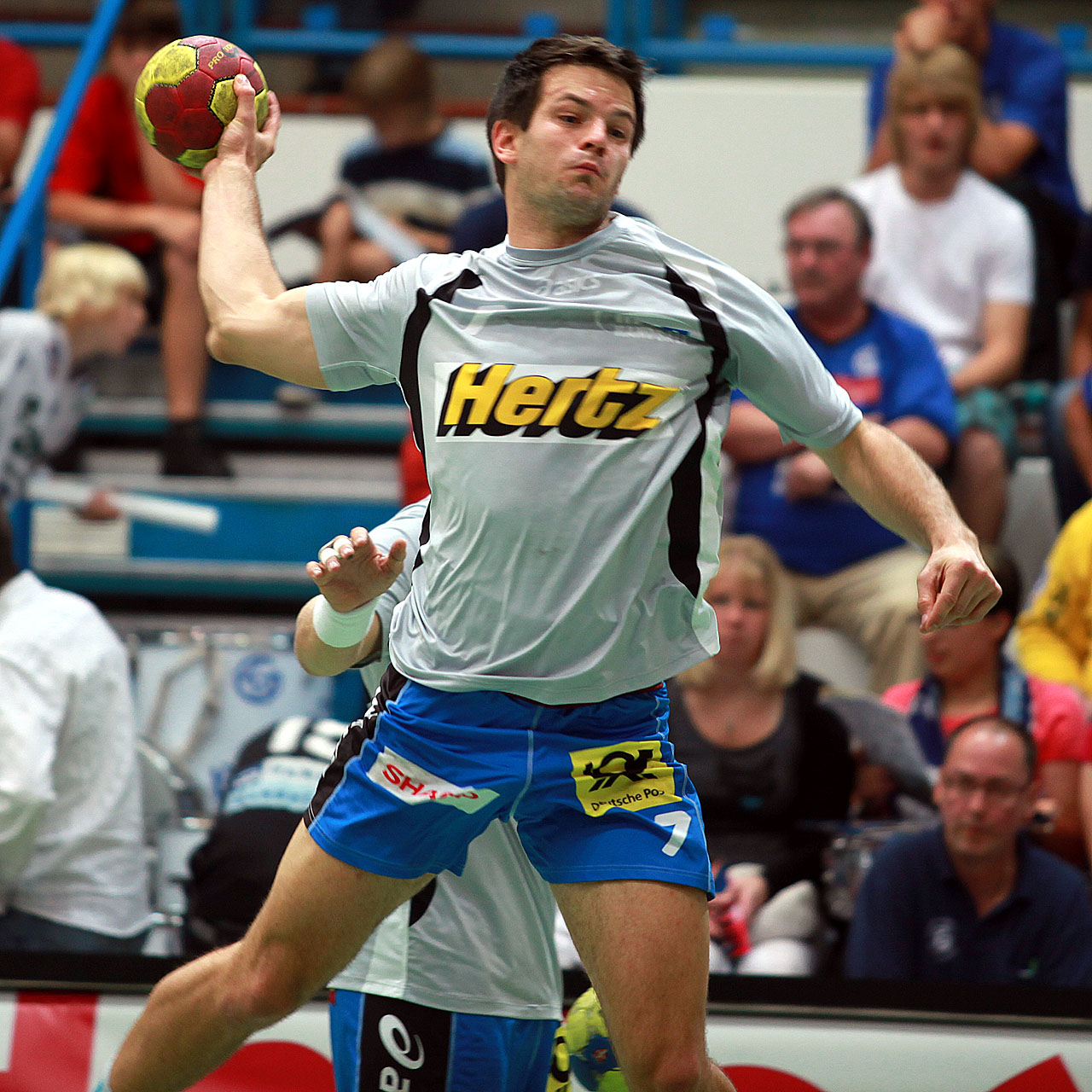
Matthias Flohr (* 1982)

- Flohr, Otto (1869–1942), deutscher Kaufmann, Politiker (DNVP, NSDAP), MdBB
- Flohr, Salo (1908–1983), tschechoslowakisch-sowjetischer Schachmeister
- Flohr, Thomas (* 1960), Schweizer Geschäftsmann und AutorennfahrerThomas Flohr (* 1960)

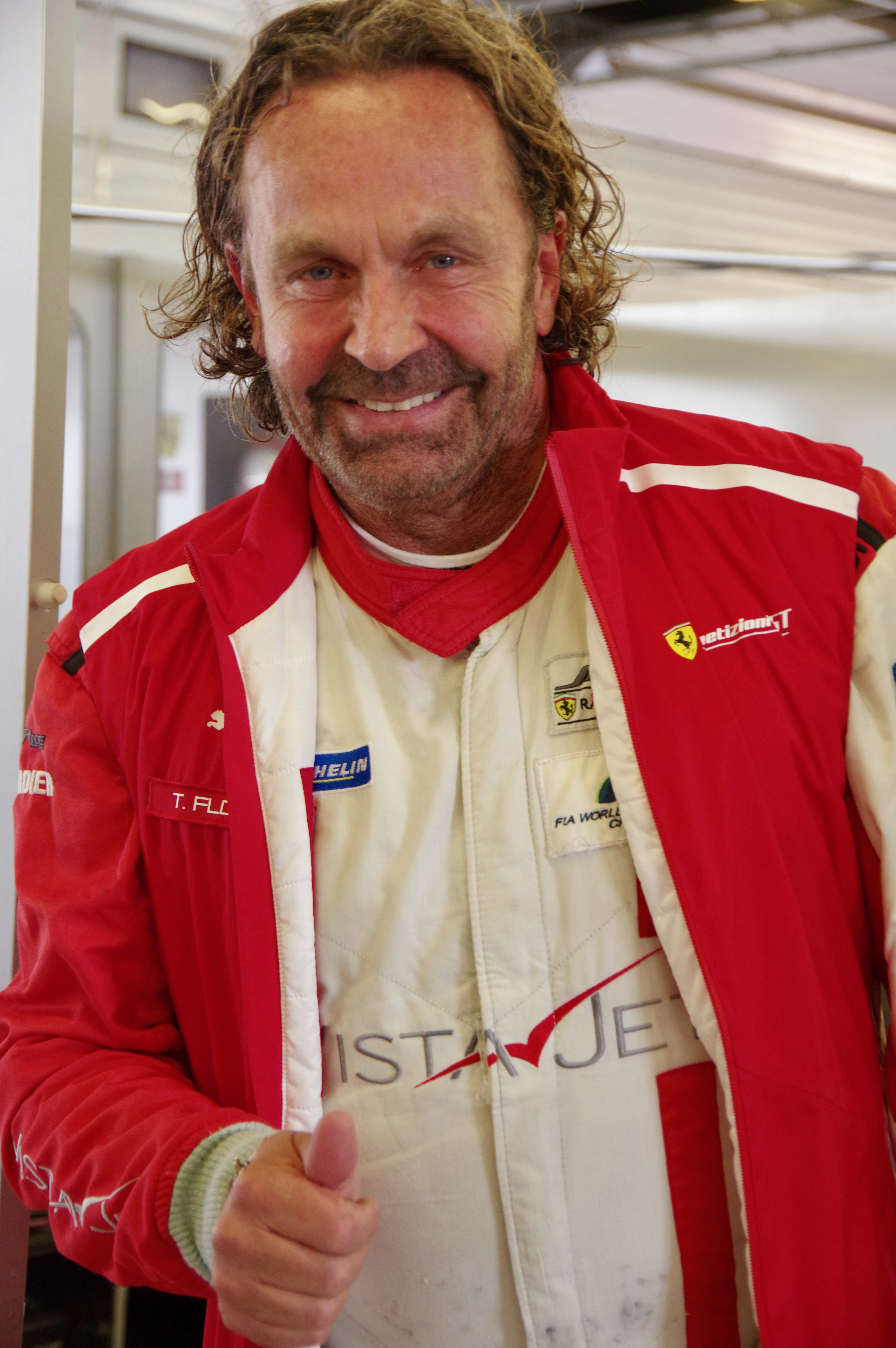
Thomas Flohr (* 1960)

- Flohri, Emil (1869–1938), US-amerikanischer Cartoonist, Illustrator und Maler
- Flohrs, Martje (1689–1747), nordfriesische Bauerntochter und Sagengestalt

### Floi
- Floigl, Veronika (* 1954), österreichische Politikerin (SPÖ), Landtagsabgeordneter
- Floissac, Vincent (1928–2010), lucianischer Jurist und Politiker

### Floj
- Flöjt, Heikki (1943–2000), finnischer Biathlet
- Flöjt, Henrik (1952–2005), finnischer Biathlet

### Flok
- Flóki Vilgerðarson, Wikinger, der Island benannte

### Flol
- Flöl, Otto (1887–1959), deutscher Politiker (DP, CDU), MdL

### Flom
- Flomin, Jecheskel (1935–2019), israelischer Jurist und Politiker
- Flomm, Gerhard (* 1937), deutscher Fußballfunktionär, Leichtathlet und Politiker (CDU)
- Flomo, Patrick (* 1980), deutscher Basketballspieler US-amerikanisch-liberianischer Herkunft

### Flon
- Flon, Suzanne (1918–2005), französische Theater- und Filmschauspielerin
- Flondor, Constantin von (1889–1942), rumänischer Diplomat und Politiker
- Flondor, Georg von (1826–1892), österreichisch-rumänischer Politiker und Abgeordneter des Bukowiner Landtags
- Flondor, Georg von (1892–1976), österreichisch-ungarischer Offizier, sodann rumänischer Politiker
- Flondor, Johann von (1865–1924), österreichischer und rumänischer Politiker
- Flondor, Nikolaus von (1872–1948), Großgrundbesitzer sowie österreichischer und rumänischer Politiker aus der Familie Flondor
- Flondor, Theodor von (1862–1908), österreichisch-rumänischer Jurist, Wirtschaftswissenschaftler und Musiker, praktizierender Dirigent und Komponist

### Floo
- Flood (* 1960), britischer Toningenieur und Musikproduzent
- Flood, Alexandra (* 1990), australische Opernsängerin der Stimmlage Sopran
- Flood, Chris (* 1947), irischer Politiker, Teachta Dála
- Flood, Clare, irische Badmintonspielerin
- Flood, Cynthia (* 1940), kanadische Schriftstellerin
- Flood, Daniel J. (1903–1994), US-amerikanischer Politiker
- Flood, David Ethelbert (1929–2024), US-amerikanisch-kanadischer Theologe
- Flood, Debbie (* 1980), britische Ruderin
- Flood, Emma (* 1990), norwegische Tennisspielerin
- Flood, Henry D. (1865–1921), US-amerikanischer Politiker
- Flood, Joel West (1894–1964), US-amerikanischer Politiker
- Flood, Mark (* 1984), kanadischer Eishockeyspieler und -scout
- Flood, Michael, australischer Soziologe mit Schwerpunkt Männerforschung
- Flood, Mike (* 1975), US-amerikanischer Politiker der Republikanischen ParteiMike Flood (* 1975)

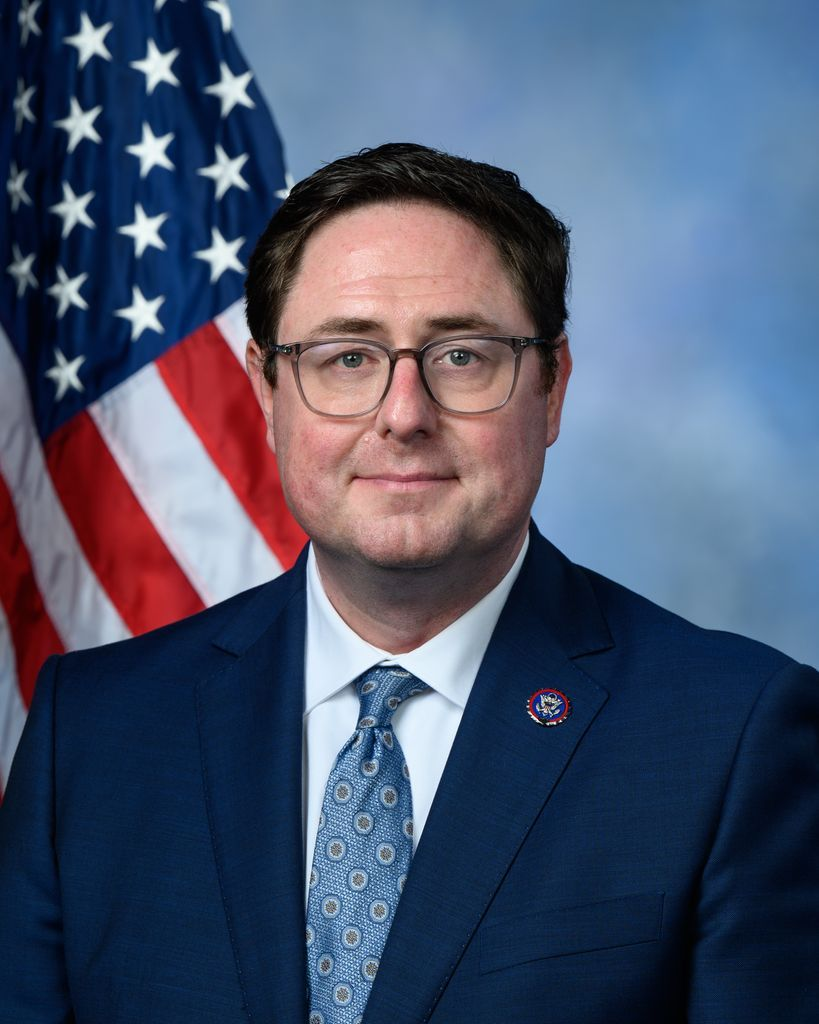
Mike Flood (* 1975)

- Flood, Pamela (* 1971), irische Fernsehmoderatorin
- Flood, Richard (* 1982), irischer Schauspieler
- Flood, Robert P. (* 1949), US-amerikanischer Nationalökonom
- Flood, Ross (1910–1995), US-amerikanischer Ringer
- Flood, Thomas S. (1844–1908), US-amerikanischer Politiker
- Flood, Toby (* 1985), englischer Rugbyspieler
- Flood, Willo (* 1985), irischer Fußballspieler
- Flood-Beaubrun, Sarah (* 1969), lucianische Politikerin
- Floody, Brian (* 1971), US-amerikanischer Jazzmusiker (Schlagzeug, Pauke)
- Floor, Carl Sagapolutele (* 1961), amerikanischer Handball- und Ringertrainer sowie Funktionär
- Floor, Danielle (* 2000), amerikanisch-samoanische Handball- und Beachhandballspielerin sowie Ringerin
- Floor, Emmi (* 1993), finnische Biathletin
- Floor, Kim (* 1948), finnischer Schlagersänger und Moderator
- Floor, Stephanie (* 2000), amerikanisch-samoanische Handball- und Beachhandballspielerin sowie Ringerin
- Floors, Johannes (* 1995), deutscher Leichtathlet im BehindertensportJohannes Floors (* 1995)

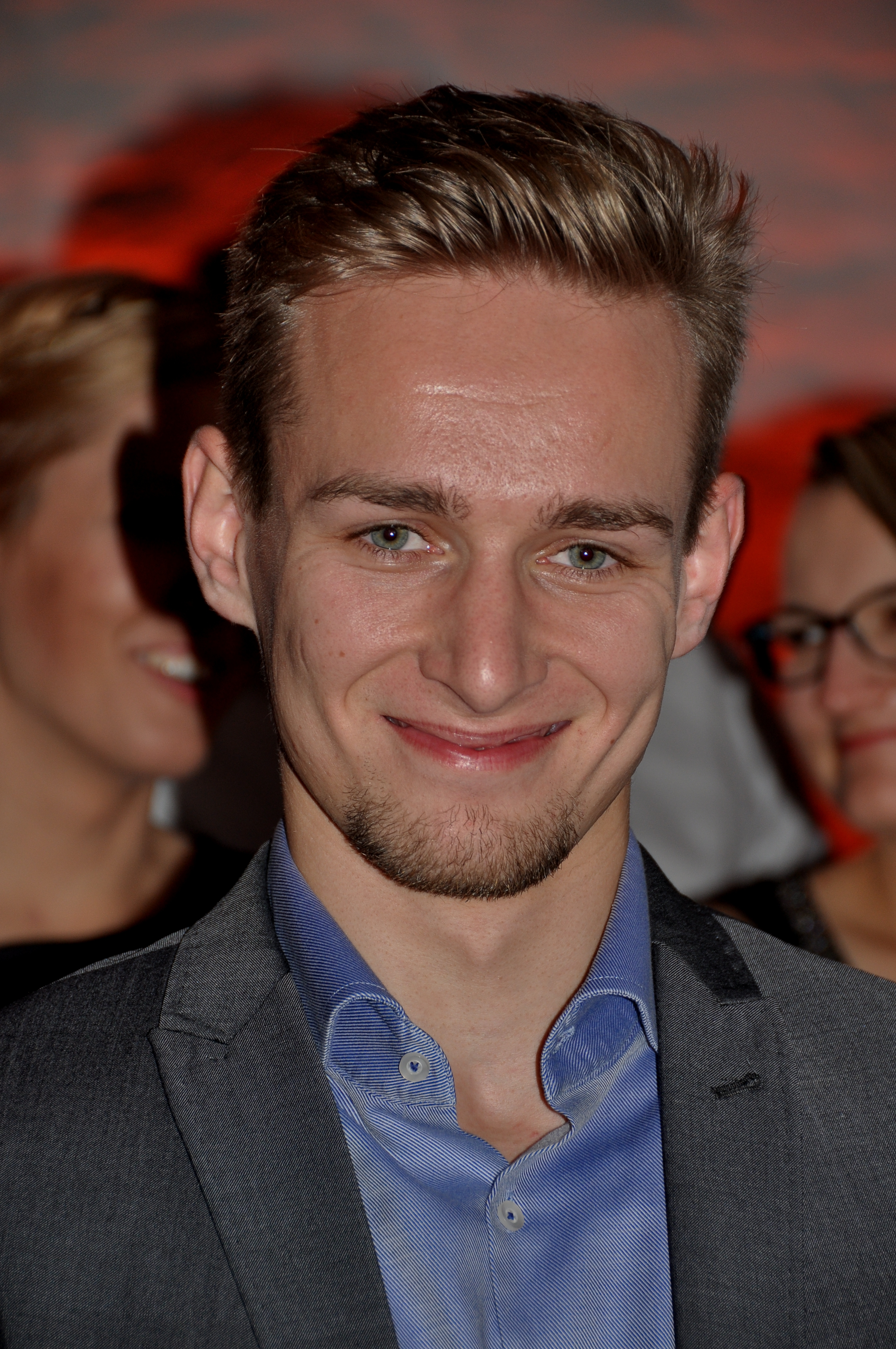
Johannes Floors (* 1995)

### Floq
- Floquet, Charles Thomas (1828–1896), französischer Politiker und Premierminister
- Floquet, Gaston (1847–1920), französischer Mathematiker

### Flor
- Flor, Arno (1925–2008), deutscher Komponist, Arrangeur, Dirigent, Gitarrist
- Flor, Bernd (1950–2006), deutscher Fußballspieler
- Flor, Bernhard (* 1957), deutscher Jurist und Richter
- Flor, Christian (1626–1697), Komponist
- Flor, Christian (1792–1875), dänischer Pädagoge und Politiker
- Flor, Claus Peter (* 1953), deutscher Dirigent
- Flor, Dana, US-amerikanische Dokumentarfilmerin und Autorin
- Flor, Ferdinand (1793–1881), deutscher Historien- und Genremaler
- Flor, Georg (1833–1908), deutscher Verwaltungsjurist, Oldenburgischer Justizminister
- Flor, Gustav (1829–1883), livländischer (baltendeutscher) Entomologe
- Flor, Herta (* 1954), deutsche Neuropsychologin
- Flor, Johann Michael, österreichischer Stuckateur
- Flor, Maria (* 1983), brasilianische Filmschauspielerin
- Flor, Olga (* 1968), österreichische Schriftstellerin
- Flor, Patricia (* 1961), deutsche DiplomatinPatricia Flor (* 1961)

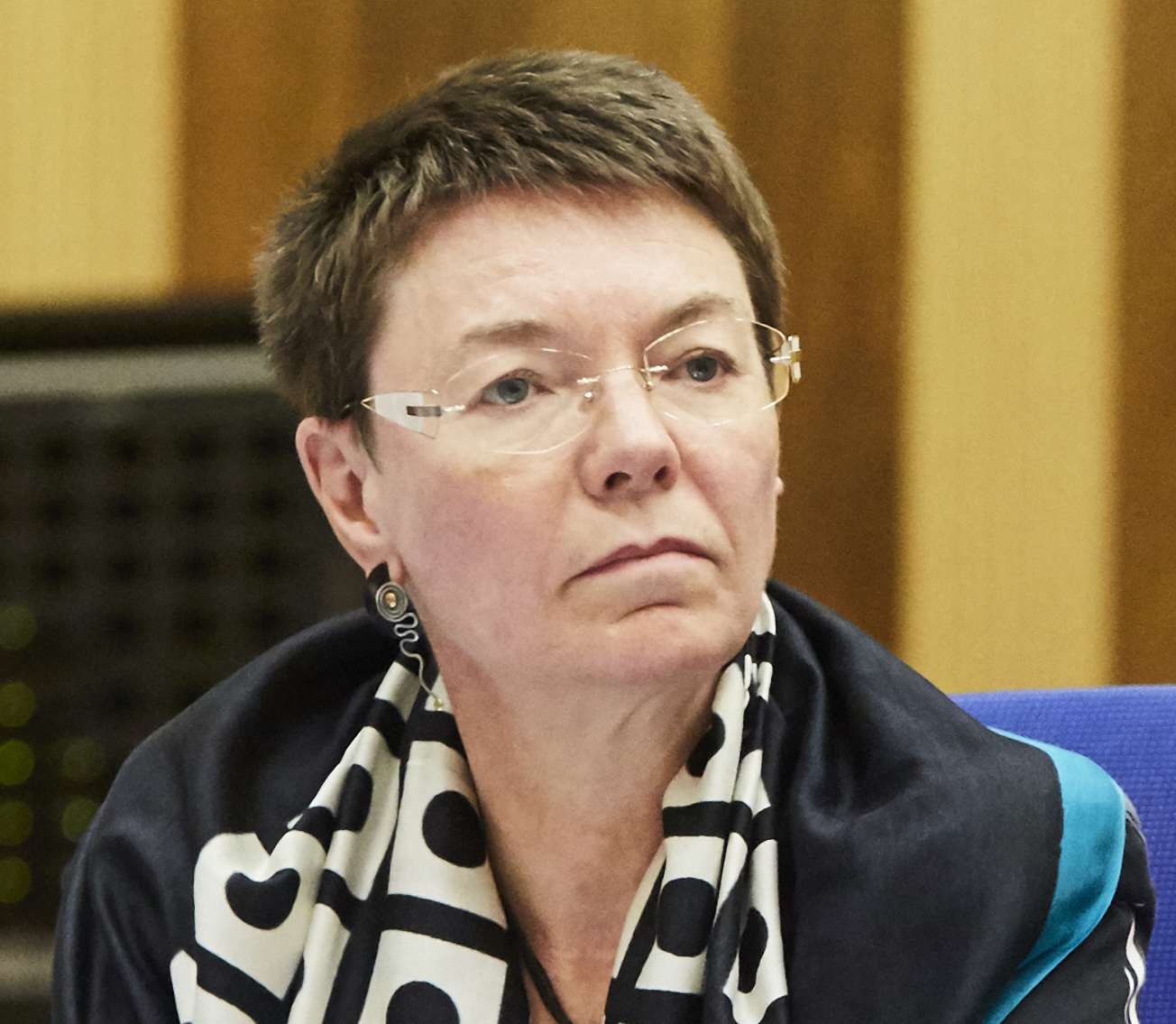
Patricia Flor (* 1961)

- Flor, Robert (1794–1879), deutscher Kaufmann und Unternehmer, Präses der Handelskammer Hamburg
- Flor, Susanne, deutsche Fernsehproduzentin
- Flor, Wilhelm (1883–1938), deutscher Jurist der Bekennenden Kirche

#### Flora
- Flora von Córdoba († 851), frühchristliche Märtyrin
- Flora, Fabiano (* 1985), portugiesischer Fußballtrainer
- Florå, Håkan (1962–2009), schwedischer Punkmusiker
- Flora, Heinrich (1829–1902), österreichischer Gemeindearzt und Waldbauer
- Flora, James (1914–1998), amerikanischer Gebrauchsgrafiker und bildender Künstler
- Flora, Lars (* 1978), US-amerikanischer Skilangläufer
- Flora, Paul (1922–2009), österreichischer Zeichner, Karikaturist und BuchillustratorPaul Flora (1922–2009)

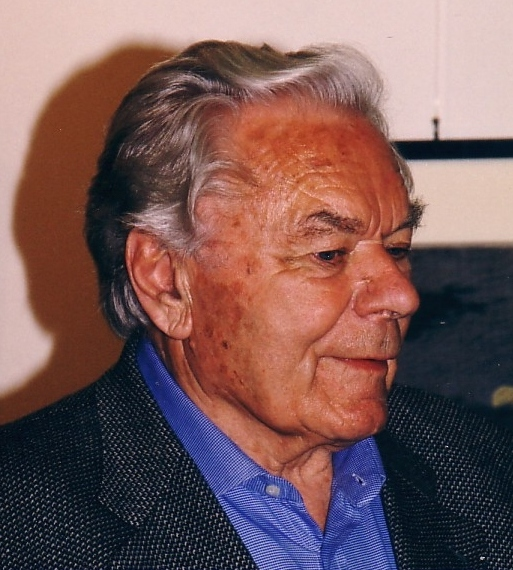
Paul Flora (1922–2009)

- Flora, Peter (* 1944), österreichischer Hochschullehrer, Forscher und Autor
- Flora-Karavia, Thalia (1871–1960), griechische Künstlerin
- Florack, Martin (* 1977), deutscher Politikwissenschaftler
- Florack, Ruth (* 1960), deutsche Literaturwissenschaftlerin und Hochschullehrerin
- Florakis, Charilaos (1914–2005), griechischer kommunistischer Politiker und langjähriger Generalsekretär der Kommunistischen Partei
- Floranus, Sherel (* 1998), niederländischer Fußballspieler
- Florath, Albert (1888–1957), deutscher Schauspieler
- Florath, Bernd (* 1954), deutscher Historiker

#### Florc
- Flörchinger, Martin (1909–2004), deutscher Schauspieler
- Flörcke, Johann Ernst von (1695–1762), deutscher Jurist
- Florczyk, Marian (* 1954), polnischer römisch-katholischer Geistlicher, Weihbischof in Kielce

#### Flore
- Flore, Jeanne, französische Schriftstellerin (Pseudonym)
- Flore, Marjol (* 1948), Sängerin, Theater- und Filmschauspielerin mit französisch-italienisch-niederländischem Hintergrund
- Flore, Raul (* 1997), rumänischer Biathlet
- Flore, Tristan (* 1995), französischer Tischtennisspieler
- Flore-Smereczniak, Carol, mauritische Diplomatin
- Florea, Alex (* 1991), rumänischer Sänger
- Florea, Daniel (* 1975), rumänischer Fußballspieler
- Florea, Daniel Constantin (* 1988), rumänischer Fußballspieler
- Florea, John (1916–2000), US-amerikanischer Fotograf und Filmregisseur
- Florea, Maria (* 1995), rumänische Leichtathletin
- Florea, Mathei, estnischer Jazzmusiker (Piano, Komposition)
- Florea, Răzvan (* 1980), rumänischer Schwimmer
- Florea, Vasile (* 1967), rumänischer Tischtennisspieler
- Florean, Sandra (* 1974), deutsche Schriftstellerin, Lektorin und Herausgeberin
- Floredo, Michael (* 1967), österreichischer Komponist
- Florek, Dann (* 1950), US-amerikanischer Schauspieler und RegisseurDann Florek (* 1950)

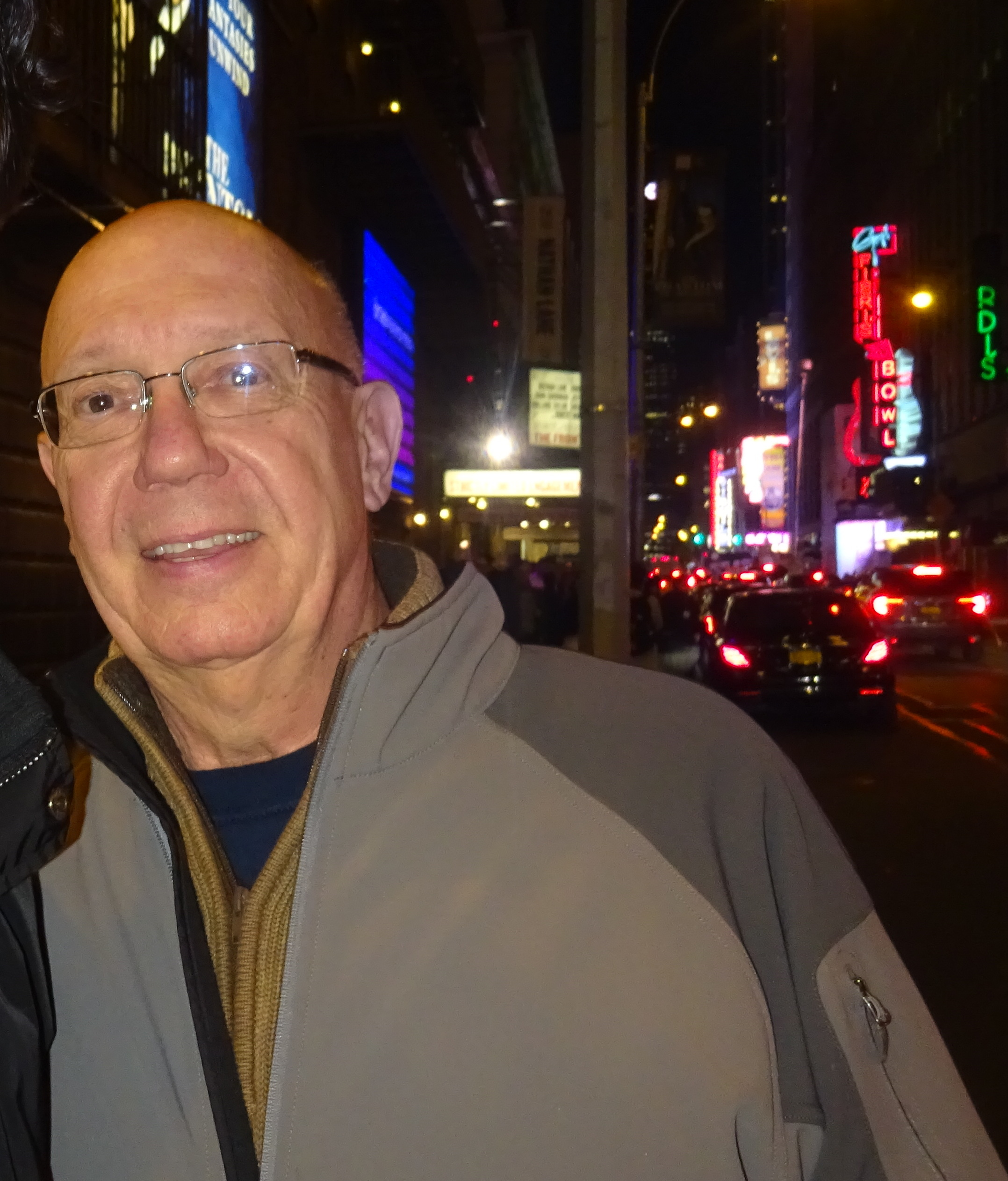
Dann Florek (* 1950)

- Florek, Dave (* 1953), US-amerikanischer Schauspieler
- Florek, Justin (* 1990), US-amerikanischer Eishockeyspieler
- Flören, Firminus (1752–1822), deutscher Priester im Franziskanerorden, Lektor und Provinzial
- Florén, Jesper (* 1990), schwedischer Fußballspieler
- Floren, Josef (1941–2012), deutscher Klassischer Archäologe
- Florén, Mathias (* 1976), schwedischer Fußballspieler
- Floren, Paul (1550–1615), böhmischer Jesuit und protestantischer Theologe
- Florence Joy (* 1986), deutsche Sängerin und SchauspielerinFlorence Joy (* 1986)

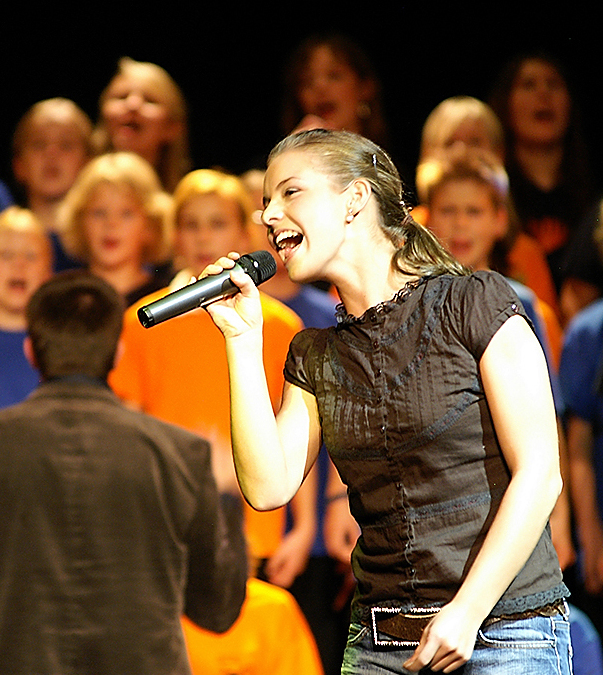
Florence Joy (* 1986)

- Florence, Bob (1932–2008), US-amerikanischer Jazzpianist, Arrangeur und Bigband-Leader
- Florence, Brent (* 1976), US-amerikanischer Schauspieler, Filmeditor, Drehbuchautor, Filmproduzent und Filmregisseur
- Florence, Carol, amerikanische Schauspielerin
- Florence, David (* 1982), britischer Kanuslalomfahrer im Einer-Canadier
- Florence, Elias (1797–1880), US-amerikanischer Politiker
- Florence, Hercule (1804–1879), französisch-brasilianischer Maler, Erfinder und Fotopionier
- Florence, Ieva (* 1992), lettische Schauspielerin
- Florence, John John (* 1992), US-amerikanischer Nachwuchssurfer
- Florence, Mary Sargant (1857–1954), britische Malerin, Autorin und Feministin
- Florence, Thomas Birch (1812–1875), US-amerikanischer Politiker
- Florencia de la V (* 1976), transsexuelle argentinische Schauspielerin, Humoristin und Travestie-Künstlerin
- Florencio Nogueira, Suéliton (* 1991), brasilianischer Fußballspieler
- Florencio, Ngerak (* 1983), palauische Sprinterin
- Florencio, Oscar J. L. (* 1966), philippinischer Geistlicher, römisch-katholischer Militärbischof
- Florencio, Xavier (* 1979), spanischer Radrennfahrer
- Florencourt, Carl Chassot de (1756–1790), herzoglich braunschweigischer Berg- und Kammerrat, sowie Mathematiker und Hobbyentomologe
- Florencourt, Franz Chassot von (1803–1886), deutscher Schriftsteller
- Florens der Vogt († 1258), Regent der Grafschaft Holland
- Florens I. († 1061), Graf von Holland
- Florens II. († 1122), Graf von Holland
- Florens III. († 1190), Graf von Holland
- Florens IV. (1210–1234), Graf von Holland und Seeland
- Florens V. († 1296), Graf von Holland im MittelalterFlorens V. († 1296)

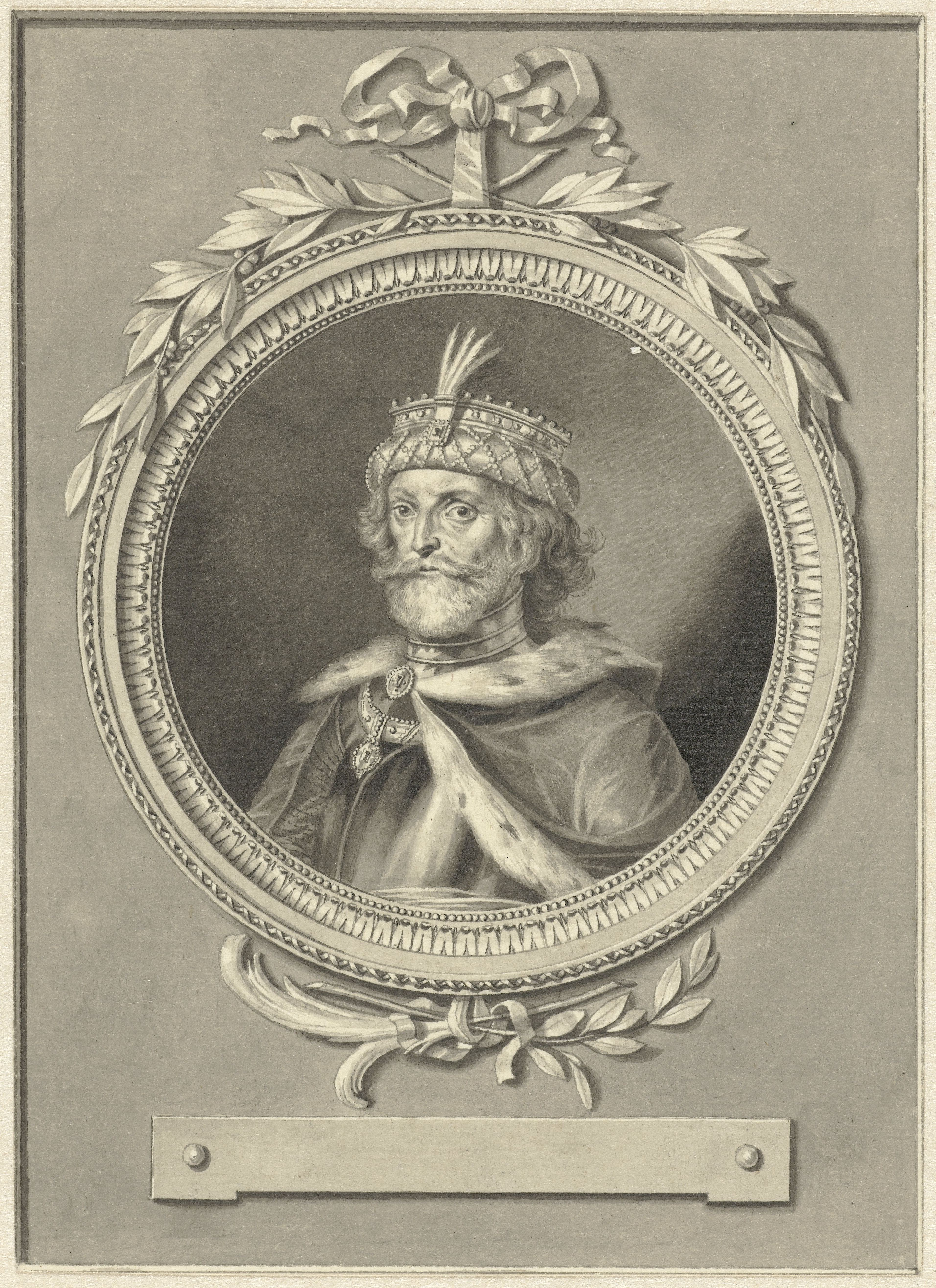
Florens V. († 1296)

- Florens von Holland († 1210), holländischer Geistlicher
- Florens, Danielle (* 1964), französische Botanikerin und Sportlerin
- Florens, Henri (1952–2025), französischer Jazzmusiker (Piano)
- Florens, Vincent (* 1971), mauritischer Ökologe und Naturschützer
- Florensa i Ferrer, Adolf (1889–1968), katalanischer Architekt
- Florenski, Kirill Pawlowitsch (1915–1982), sowjetischer Astronom und Geochemiker
- Florenski, Pawel Alexandrowitsch (1882–1937), russischer Religionsphilosoph, Theologe, Mathematiker und KunstwissenschaftlerPawel Alexandrowitsch Florenski (1882–1937)

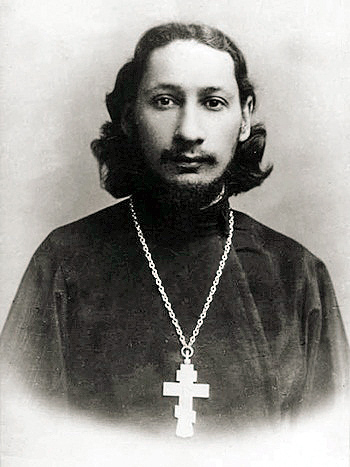
Pawel Alexandrowitsch Florenski (1882–1937)

- Florenski, Stefan (1933–2020), polnischer Fußballspieler
- Florent de Varennes, Admiral von Frankreich
- Florent de Ville, Herr von Ville und Nouvion-sur-Comte, Kreuzfahrer
- Florent, Andrew (1970–2016), australischer Tennisspieler
- Florent, Guillaume (* 1973), französischer Segler
- Florent, Joachim (* 1979), belgischer Jazzmusiker (Kontrabass) und Physiker
- Florent, Kevin (* 1964), US-amerikanisch-zyprischer Basketballspieler
- Florentia, Donatus de, italienischer Komponist
- Florentianus, Hausmeier im Frankenreich
- Florentín, Derlis (1984–2010), paraguayischer Fußballspieler
- Florentín, Diego (* 1912), paraguayischer Fußballspieler
- Florentín, Gabriel (* 1999), argentinischer Fußballspieler
- Florentin, Nicolas (* 1978), französischer Fußballspieler
- Florentina von Oberweimar, deutsche Nonne (wider Willen), Anhängerin Martin Luthers und Flugschriftautorin der Reformationszeit
- Florentine, Isaac, US-amerikanischer Filmregisseur israelischer Herkunft
- Florentiner-Maler, griechischer Vasenmaler
- Florentini, Nikolaus Franz (1794–1881), römisch-katholischer Bischof des Bistums Chur
- Florentini, Theodosius (1808–1865), Schweizer Kapuzinerpater und Sozialreformer
- Florentino (* 1999), portugiesisch-angolanischer FußballspielerFlorentino (* 1999)

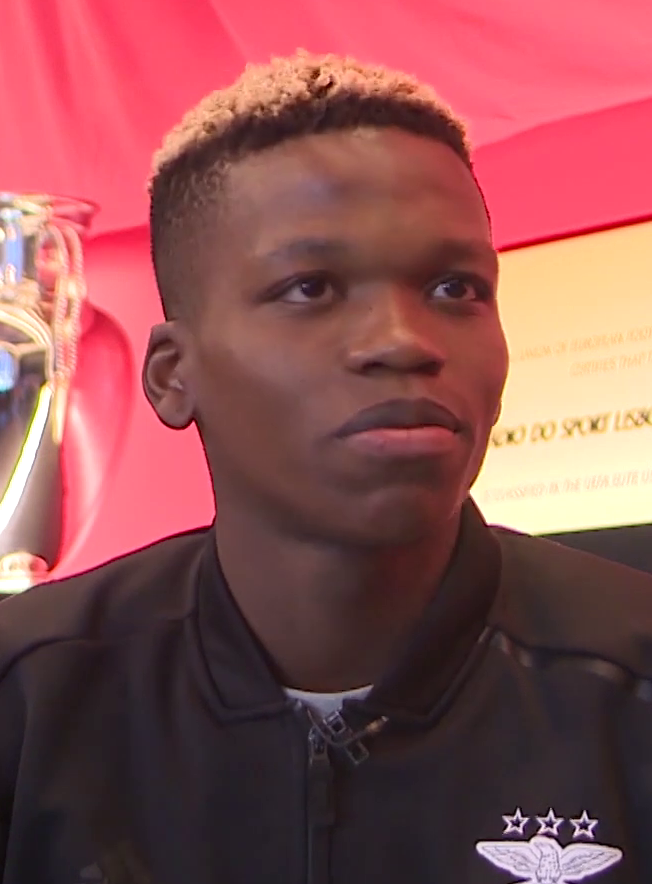
Florentino (* 1999)

- Florentino, Claudia (* 1998), spanische Fußballspielerin
- Florentino, Esquiva Falcão (* 1989), brasilianischer Boxer
- Florentino, Leona (1849–1884), philippinische Dichterin
- Florentinus, römischer Jurist der Kaiserzeit
- Florentius, Märtyrer
- Florentius, oströmischer Heermeister
- Florentius Radewijns († 1400), holländischer Kirchenreformer
- Florentius von der Lippe († 1211), Priester und Abt des Klosters Marienfeld
- Florentius von Straßburg, Bischof von Straßburg
- Florentius von Worcester († 1118), englischer Chronist
- Florentz, Jean-Louis (1947–2004), französischer Komponist
- Florenz der Schwarze († 1133), holländisch-friesischer Graf und Rebell
- Florenz von Hennegau († 1297), Fürst von Achaia
- Florenz, Hans (* 1953), deutscher Komponist und Textautor
- Florenz, Karl (1865–1939), deutscher Japanologe
- Florenz, Karl-Heinz (* 1947), deutscher Politiker (CDU), MdEP
- Florenzi, Alessandro (* 1991), italienischer Fußballspieler
- Florenzi, Marianna Marchesa (1802–1870), italienische Adelige, Übersetzerin philosophischer Schriften, Philosophin; Freundin Ludwigs I. von BayernMarianna Marchesa Florenzi (1802–1870)

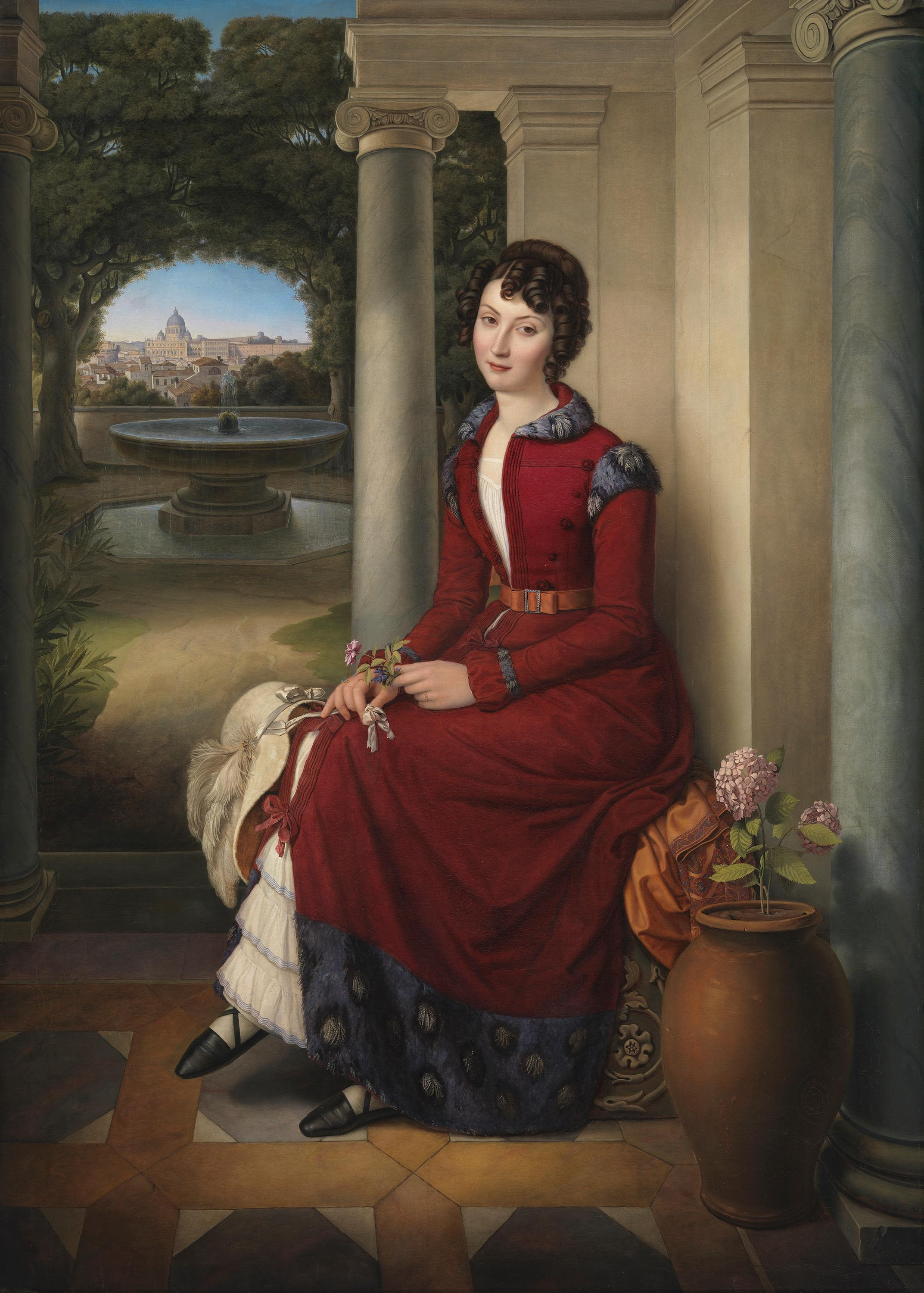
Marianna Marchesa Florenzi (1802–1870)

- Flores Avendaño, Guillermo (1894–1982), guatemaltekischer Präsident (1957–1958)
- Flores Calzada, Luis Artemio (* 1949), mexikanischer Geistlicher, Bischof von Tepic
- Flores Condori, Andrés (* 1978), bolivianischer Politiker, Mitglied des Abgeordnetenhauses
- Flores Córdoba, Francisco (1926–1986), mexikanischer Fußballspieler
- Flores d’Arcais, Paolo (* 1944), italienischer Philosoph und Journalist
- Flores Estrella, Rafael (1949–2010), dominikanischer Geschäftsmann und Politiker
- Flores Facussé, Carlos Roberto (* 1950), honduranischer Politiker, Staatspräsident von Honduras (1998–2002)
- Flores Flake, Mary Elizabeth (* 1973), honduranische Diplomatin
- Flores García, Margarito (1866–1927), Märtyrer der Revolution in Mexiko
- Flores Huerta, Salvador (1934–2018), mexikanischer Geistlicher, Altbischof von Ciudad Lázaro Cárdenas
- Flores Jijón, Antonio (* 1833), ecuadorianischer Politiker und Schriftsteller
- Flores Liera, Socorro (* 1965), mexikanische Juristin und Richterin am Internationalen Strafgerichtshof
- Flores Magón, Jesús (1871–1930), mexikanischer Journalist und Politiker
- Flores Marini, Carlos (1937–2014), mexikanischer Architekt und Denkmalpfleger
- Flores Morelos, Carmelo Dominador (1930–2016), philippinischer Geistlicher, römisch-katholischer Erzbischof von Zamboanga
- Flores Muñoz, Gilberto (1906–1978), mexikanischer Politiker
- Flores Pérez, Francisco (1959–2016), salvadorianischer Politiker, Präsident von El Salvador (1999–2004)
- Flores Reyes, Gerardo Humberto (1925–2022), guatemaltekischer Geistlicher, römisch-katholischer Bischof von Verapaz, Cobán
- Flores Ríos, Mauricio (* 1990), chilenischer Schachspieler
- Flores Rivas, María Haydeé († 2010), nicaraguanische Juristin und Hochschullehrerin
- Flores Rivera, Renata (* 2001), peruanische Sängerin zeitgenössischer andiner Musik, von Hip-Hop, Pop latino und Trap latino
- Flores Santana, Juan Antonio (1927–2014), römisch-katholischer Geistlicher und Bischof
- Flores Vindas, Eugenia (* 1942), costa-ricanische Botanikerin und Politikerin
- Flores Zúñiga, Gerardo (* 1986), mexikanischer Fußballspieler
- Flores, Alba (* 1986), spanische SchauspielerinAlba Flores (* 1986)

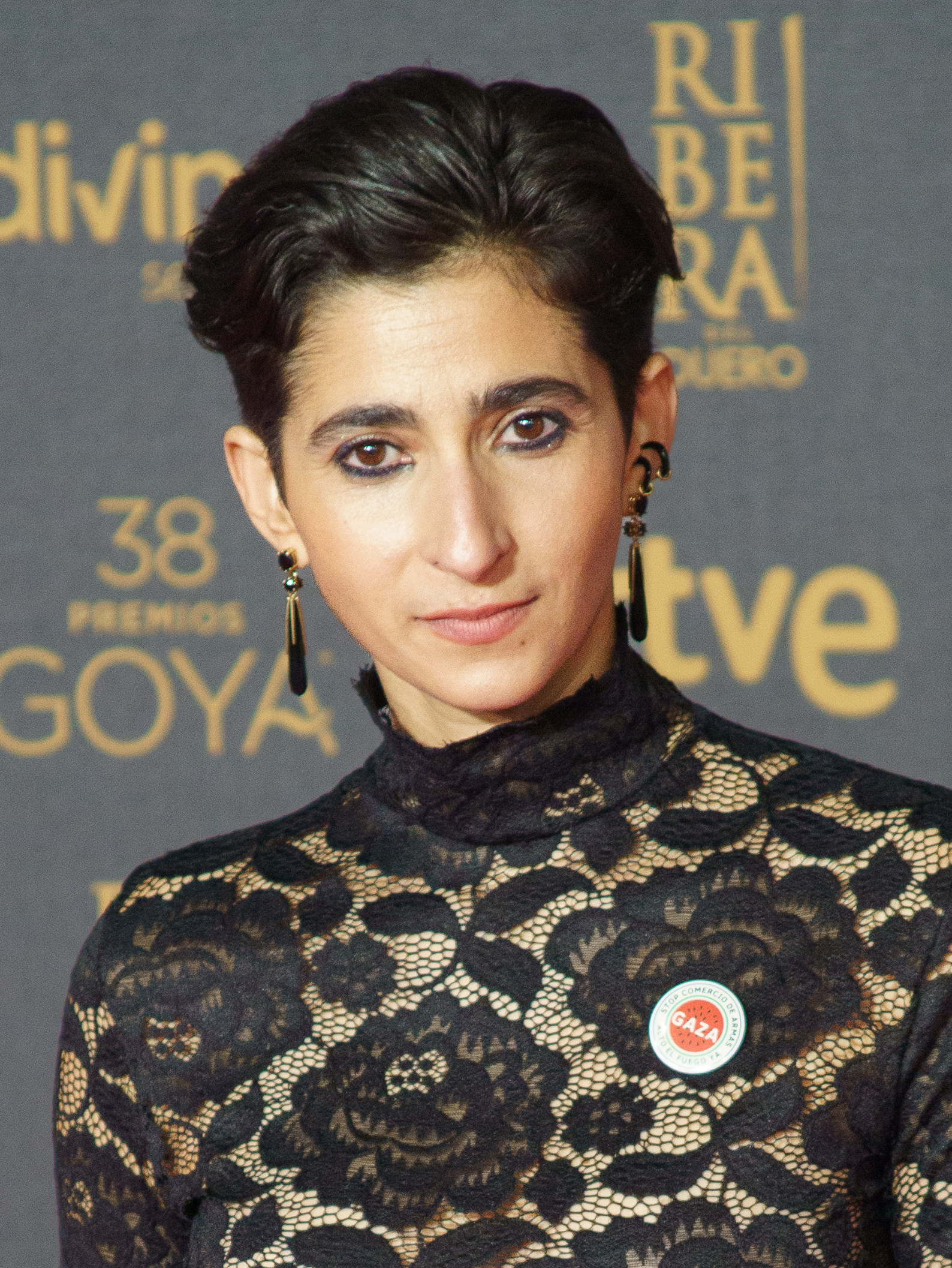
Alba Flores (* 1986)

- Flores, Alberto Oreamuno (1905–1980), costa-ricanischer Politiker
- Flores, Ángel (1883–1926), mexikanischer Politiker und Militär
- Flores, Antonio (1923–2001), mexikanischer Fußballspieler
- Flores, April (* 1976), US-amerikanische Pornodarstellerin
- Flores, Bartolomé (1506–1585), deutscher Kolonisator in Chile
- Flores, Benjamin, Jr. (* 2002), amerikanischer Schauspieler und Rapper
- Flores, Bernal (* 1937), costa-ricanischer Komponist
- Flores, Bill (* 1954), US-amerikanischer Politiker
- Flores, Brenda (* 1991), mexikanische Mittel- und Langstreckenläuferin
- Flores, Brian (* 1981), US-amerikanischer American-Football-Trainer
- Flores, Charles (1970–2012), kubanischer Bassist und Komponist
- Flores, Che (* 1979), US-amerikanische Person im Basketballschiedsrichterwesen
- Flores, Christopher (* 1983), philippinischer Badmintonspieler
- Flores, Chuck (1935–2016), US-amerikanischer Jazzschlagzeuger
- Flores, Cilia (* 1953), venezolanische PolitikerinCilia Flores (* 1953)

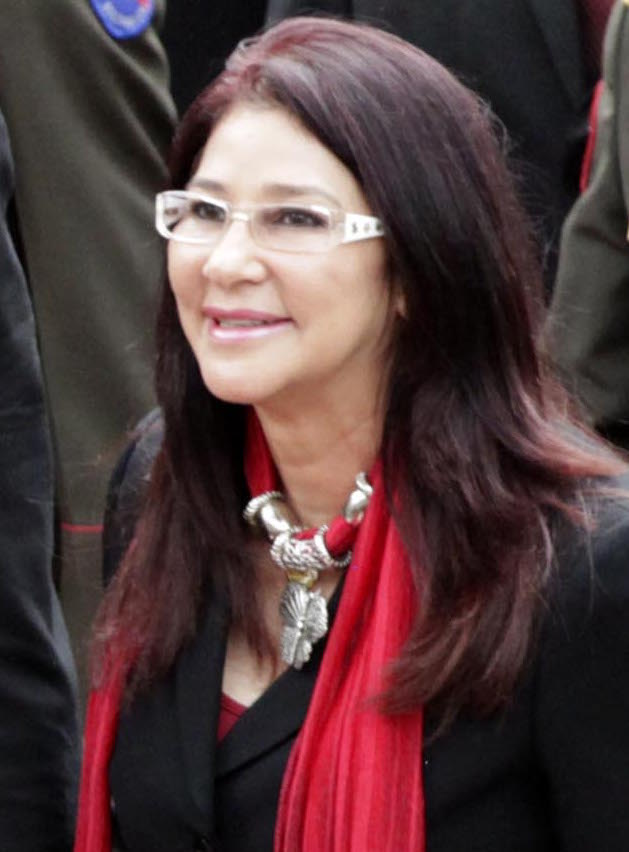
Cilia Flores (* 1953)

- Flores, Cirilo (1779–1826), Politiker in der Provinz Guatemala
- Flores, Cirilo (1948–2014), US-amerikanischer Geistlicher und Bischof von San Diego
- Flores, Claudio (* 1976), uruguayischer Fußballspieler
- Flores, Cristián (* 1972), chilenischer Fußballspieler
- Flores, Daniel (* 1975), chilenischer Schlagzeuger und Aufnahmeproduzent
- Flores, Daniel Ernest (* 1961), US-amerikanischer römisch-katholischer Geistlicher, Bischof von Brownsville
- Flores, Danny (1929–2006), amerikanischer Rock-’n’-Roll-Saxophonist
- Flores, Darío (* 1984), uruguayischer Fußballspieler
- Flores, David (* 1997), spanischer Fußballspieler
- Flores, Diego (* 1982), argentinischer Schachgroßmeister
- Flores, Doroteo (1922–2011), guatemaltekischer Langstreckenläufer
- Flores, Edgar (* 1988), honduranischer Schauspieler
- Flores, Edison (* 1994), peruanischer Fußballspieler
- Flores, Efraín (* 1958), mexikanischer Fußballtrainer
- Flores, Erick (* 1989), brasilianischer Fußballspieler
- Flores, Erika (* 1979), US-amerikanische Schauspielerin
- Flores, Felipe (* 1977), chilenischer Fußballspieler
- Flores, Felipe (* 1987), chilenischer Fußballspieler
- Flores, Felixberto Camacho (1921–1985), US-amerikanischer römisch-katholischer Geistlicher und Erzbischof von Agaña
- Flores, Fernando (* 1943), chilenischer Politiker, Ingenieur und Philosoph
- Flores, Gerphil (* 1990), deutsch-philipinische Opernsängerin
- Flores, Gilberto (* 2003), paraguayischer Fußballspieler
- Flores, Guillermo (1924–2001), mexikanischer Fußballspieler
- Flores, Havan (* 2007), US-amerikanische Schauspielerin
- Flores, Ignacio (1953–2011), mexikanischer Fußballspieler
- Flores, Ignacio (* 1990), uruguayischer Fußballspieler
- Flores, Iker (* 1976), spanischer Radrennfahrer
- Flores, Iza Daniela (* 1994), mexikanische Leichtathletin
- Flores, Jason (* 1997), chilenischer Fußballspieler
- Flores, José Asunción (1904–1972), paraguayischer Komponist
- Flores, José Guadalupe († 2012), mexikanischer Fußballspieler
- Flores, Joseph (1900–1981), US-amerikanischer Politiker
- Flores, Juan José (1800–1864), General und erster Präsident von Ecuador
- Flores, Junior (* 1996), US-amerikanischer Fußballspieler
- Flores, Karina, armenisch-russische Opernsängerin (Sopran)
- Flores, Liana, britisch-brasilianische Singer-Songwriterin
- Flores, Lola (1923–1995), spanische Sängerin, Flamenco-Tänzerin und SchauspielerinLola Flores (1923–1995)

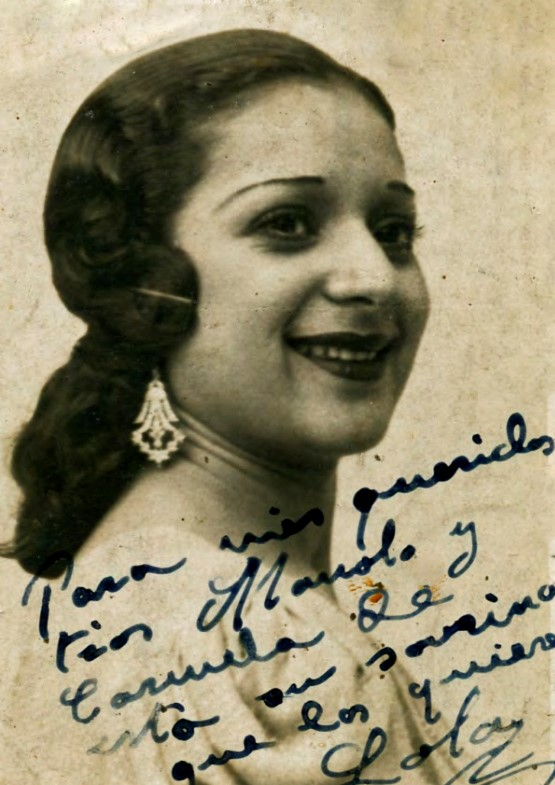
Lola Flores (1923–1995)

- Flores, Lolita (* 1958), spanische Sängerin und Schauspielerin
- Flores, Lourdes (* 1959), peruanische Rechtsanwältin und Politikerin
- Flores, Luca (1956–1995), italienischer Jazzmusiker (Piano, Komposition)
- Flores, Lucy (* 1979), US-amerikanischer Politiker
- Flòres, Luis (1574–1622), flämischer Missionar
- Flores, Luis (* 1961), mexikanischer Fußballspieler
- Flores, Luis (Fußballspieler, 12. Februar 1982) (* 1982), chilenischer Fußballspieler
- Flores, Luis (Fußballspieler, 3. Mai 1982) (* 1982), chilenischer Fußballspieler
- Flores, Luis Alberto (* 1970), mexikanischer Fußballspieler und -trainer
- Flores, Luis Alberto (* 1981), dominikanischer Basketballspieler
- Florès, Luis Carlos (* 1950), brasilianischer Radsportler
- Flores, Marcos (* 1985), argentinischer Fußballspieler
- Flores, Mayra (* 1986), US-amerikanische Politikerin (Republikaner)
- Flores, Miguel (1920–2002), chilenischer Fußballspieler
- Flores, Paulo (* 1972), angolanischer Sänger
- Flores, Pedro (1896–1964), philippinisch-US-amerikanischer Unternehmer
- Flores, Robert (* 1986), uruguayischer Fußballspieler
- Flores, Roberto (1907–1981), argentinischer Tangosänger und -komponist
- Flores, Rosario (* 1963), spanische Schauspielerin und SängerinRosario Flores (* 1963)

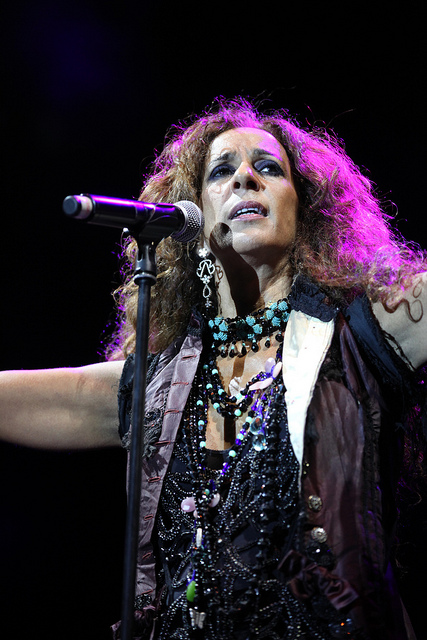
Rosario Flores (* 1963)

- Flores, Rosie, US-amerikanische Rockabilly- und Country-Sängerin
- Flores, Salvador (* 1906), paraguayischer Fußballspieler
- Flores, Saúl (* 1994), argentinisch-chilenischer Fußballspieler
- Flores, Segundo (1906–1971), chilenischer Fußballspieler
- Flores, Sergio (* 1995), mexikanischer Fußballspieler
- Flores, Sylvia († 2022), belizische Politikerin, Sprecherin des Repräsentantenhauses, Senatspräsidentin, Ministerin
- Flores, Tom (* 1937), US-amerikanischer American-Football-Spieler, -Trainer, Footballfunktionär
- Flores, Tricia (* 1979), belizische Leichtathletin
- Flores, Venancio (1808–1868), uruguayischer General und Politiker
- Flores, Von (* 1960), philippinisch-kanadischer Schauspieler
- Flores, Wilmer (* 1991), venezolanischer Baseballspieler
- Flores-Bermúdez, Roberto (* 1949), honduranischer Politiker und Diplomat
- Florescu, Catalin Dorian (* 1967), Schweizer Schriftsteller und Psychologe
- Florescu, George (* 1984), rumänischer Fußballspieler
- Florescu, Ion Emanuel (1819–1893), russisch-rumänischer General und Staatsmann
- Florescu, Mihail (1912–2000), rumänischer Politiker (PCR)
- Florescu, Radu (1925–2014), rumänischer Historiker und Hochschullehrer
- Florescu, Victor (* 1973), moldauischer Judoka
- Floresta, Nísia (1810–1885), brasilianische Erzieherin, Übersetzerin, Schriftstellerin und Feministin
- Florestan (1785–1856), Fürst von Monaco
- Florestine von Monaco (1833–1897), Mitglied des Hauses Grimaldi, Herzogin von Urach, Gräfin von WürttembergFlorestine von Monaco (1833–1897)

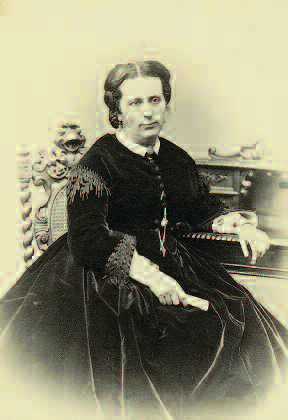
Florestine von Monaco (1833–1897)

- Floret, Gilles (* 1966), französischer Sänger
- Floret, Klaus (1941–2002), deutscher Mathematiker
- Floret, Peter Joseph (1778–1836), Jurist
- Florey, Ernst (1927–1997), österreichischer Neurobiologe
- Florey, Friedrich (1892–1965), deutscher Politiker (LDPD), MdL, Mitglied des Deutschen Volksrates
- Florey, Georg (1882–1973), deutscher Verwaltungsjurist und leitender Ministerialbeamter
- Florey, Georg Robert (1807–1886), deutscher evangelisch-lutherischer Pfarrer und Autor
- Florey, Howard (1898–1968), australischer Pathologe
- Florey, Robert (1900–1979), französisch-US-amerikanischer Regisseur, Drehbuchautor und Schauspieler
- Florey, Wolfgang (* 1945), österreichischer Komponist
- Flórez Estrada, Álvaro (1769–1853), spanischer Nationalökonom
- Flórez Hernández, José Joaquín (1916–1996), kolumbianischer römisch-katholischer Geistlicher, Erzbischof von Ibagué
- Flórez Ortiz, Alfonzo (1952–1992), kolumbianischer Radrennfahrer
- Flórez Peón, Ángeles (1918–2024), spanische Krankenschwester, Politikerin und Autorin
- Florez, Alejandro Francisco (* 1971), Schweizer Geher
- Flórez, Carlos (* 2003), kolumbianischer Sprinter
- Flórez, Enrique (1702–1773), spanischer Historiker
- Flórez, Fátima (* 1978), argentinische Schauspielerin, Comedienne und ModeratorinFátima Flórez (* 1978)

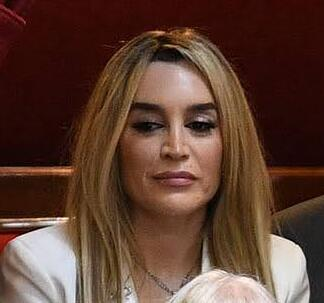
Fátima Flórez (* 1978)

- Flórez, Juan Diego (* 1973), peruanisch-österreichischer Opernsänger (Tenor)
- Flórez, Lina (* 1984), kolumbianische Hürdenläuferin
- Flórez, Manuel Antonio (1723–1799), Vizekönig von Neugranada und Neuspanien

#### Flori
- Flori, Agata (* 1938), italienische Schauspielerin
- Flori, Jean (1936–2018), französischer Mittelalterhistoriker
- Flori, Verena (* 1978), österreichische Autorin und Seminarleiterin
- Florian von Lorch († 304), römischer Beamter, der zum christlichen Glauben übertrat und den Märtyrertod starbFlorian von Lorch († 304)

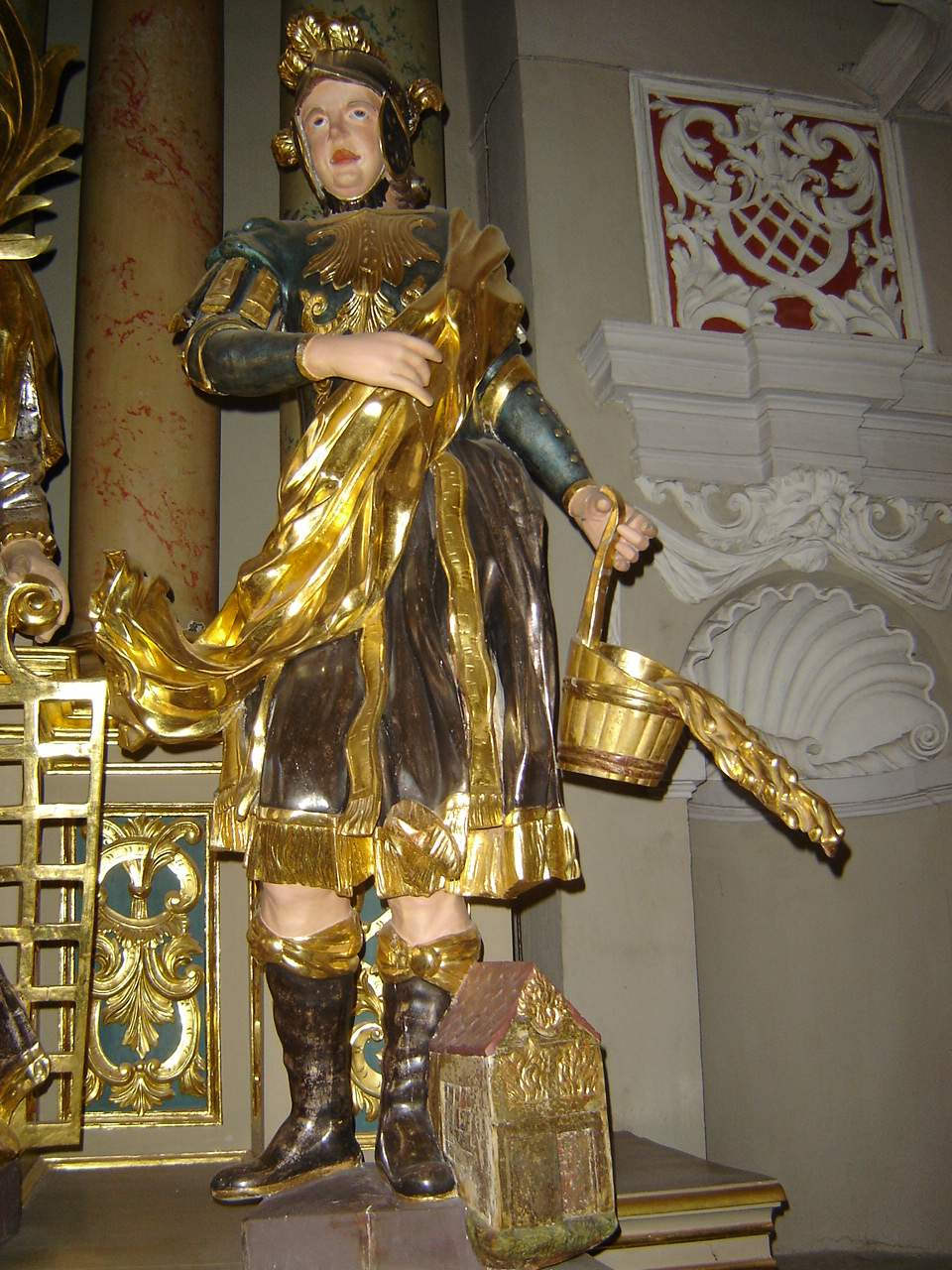
Florian von Lorch († 304)

- Florian von Mokrska († 1380), römisch-katholischer Bischof von Krakau
- Florian, Aurelia, rumänische Opernsängerin (Sopran)
- Florian, Filip (* 1968), rumänischer Schriftsteller
- Florian, Frank-Henning (* 1955), deutscher Versicherungsmanager
- Florian, Friedrich Karl (1894–1975), deutscher Politiker (NSDAP), MdR, Gauleiter der NSDAP von Düsseldorf
- Florian, Friedrich St. (1932–2024), österreichisch-amerikanischer Architekt
- Florian, Hans-Gerd (* 1955), deutscher Fußballspieler
- Florian, Henriette (1938–2013), österreichische Malerin
- Florian, Jean-Pierre Claris de (1755–1794), französischer Dichter
- Florian, Josef (1873–1941), tschechischer Schriftsteller
- Florian, Kenny (* 1976), US-amerikanischer Kampfsportler
- Florian, Ludwig Maria (1900–1973), deutscher Verwaltungsbeamter und Kommunalpolitiker (CDU)
- Florian, Maximilian (1901–1982), österreichischer Maler
- Florian, Mircea George (1888–1960), rumänischer Philosoph
- Florian, Miroslav (1931–1996), tschechischer Dichter und Übersetzer
- Florián, Pavel (* 1987), tschechischer Badmintonspieler
- Florian, Peter (* 1944), rumänisch-deutscher Pianist und Komponist
- Florian, Peter (* 1964), österreichischer Maler und Grafiker
- Florian, Radu (1920–1991), rumänischer Fußballspieler
- Florian, Sabina (* 1983), italienische Eishockeyspielerin
- Florian, Teodor (* 1899), rumänischer Rugbyspieler
- Flórián, Tibor (1919–1990), ungarischer Schachspieler, Schachkomponist, Autor und Funktionär
- Florian, Walther (1921–2010), deutscher Wirtschaftswissenschaftler
- Florian, Winfried (1926–2012), deutscher Verwaltungsjurist, Staatssekretär Bundespostministerium
- Floriani Mussolini, Romano (* 2003), italienischer FußballspielerRomano Floriani Mussolini (* 2003)

Romano Floriani Mussolini (* 2003)

- Floriani Squarciapino, Maria (1917–2003), italienische Klassische Archäologin
- Floriani, Pietro Paolo (1585–1638), italienischer Ingenieur und Architekt
- Floriani, Yuri (* 1981), italienischer Hindernis- und Langstreckenläufer
- Florianschütz, Peter (* 1960), österreichischer Politiker (SPÖ), Landtagsabgeordneter, Mitglied des Bundesrates
- Floriański, Władysław (1854–1911), polnischer Sänger (Tenor) und Opernregisseur
- Florianu von Oltrákovicza, Dionysius (1856–1921), österreich-ungarischer Generalmajor, danach rumänischer Divisionsgeneral
- Florianus († 276), römischer Kaiser
- Floribert I. von Lüttich, Bischof von Lüttich und katholischer Heiliger
- Floričić, Alen (* 1968), kroatischer Künstler
- Florida, Richard (* 1957), US-amerikanischer Hochschullehrer und Ökonom
- Florida-Rolf (* 1939), deutscher Rentner und angeblicher „Sozialschnorrer“
- Floridi, Luciano (* 1964), italienischer Philosoph
- Floridis, Floros (* 1952), griechischer Jazzmusiker und Klarinettist, dessen musikalischer Schwerpunkt freie improvisierte Musik ist
- Floridis, Giorgos (* 1956), griechischer Politiker
- Florido, Gerard (* 1988), andorranischer Tennisspieler
- Florido, Isabel (* 1971), Schweizer Schauspielerin
- Floridus († 427), römischer Jurist
- Florie, Tom (1897–1966), US-amerikanischer Fußballspieler
- Florig, Philip (* 2003), deutscher Tennisspieler
- Florijn, Finn (* 1999), niederländischer Ruderer
- Florijn, Karolien (* 1998), niederländische Ruderin
- Florijn, Ronald (* 1961), niederländischer Ruderer
- Florimo, Francesco (1800–1888), italienischer Komponist, Musikwissenschaftler und Bibliothekar
- Florimond de Raemond (1540–1601), französischer Jurist, Autor, Gegenreformator
- Florin, Alan E. (1920–1994), US-amerikanischer Chemiker
- Florin, Carl Rudolf (1894–1965), schwedischer Paläobotaniker und Botaniker
- Florin, Christiane (* 1968), deutsche Politikwissenschaftlerin und JournalistinChristiane Florin (* 1968)

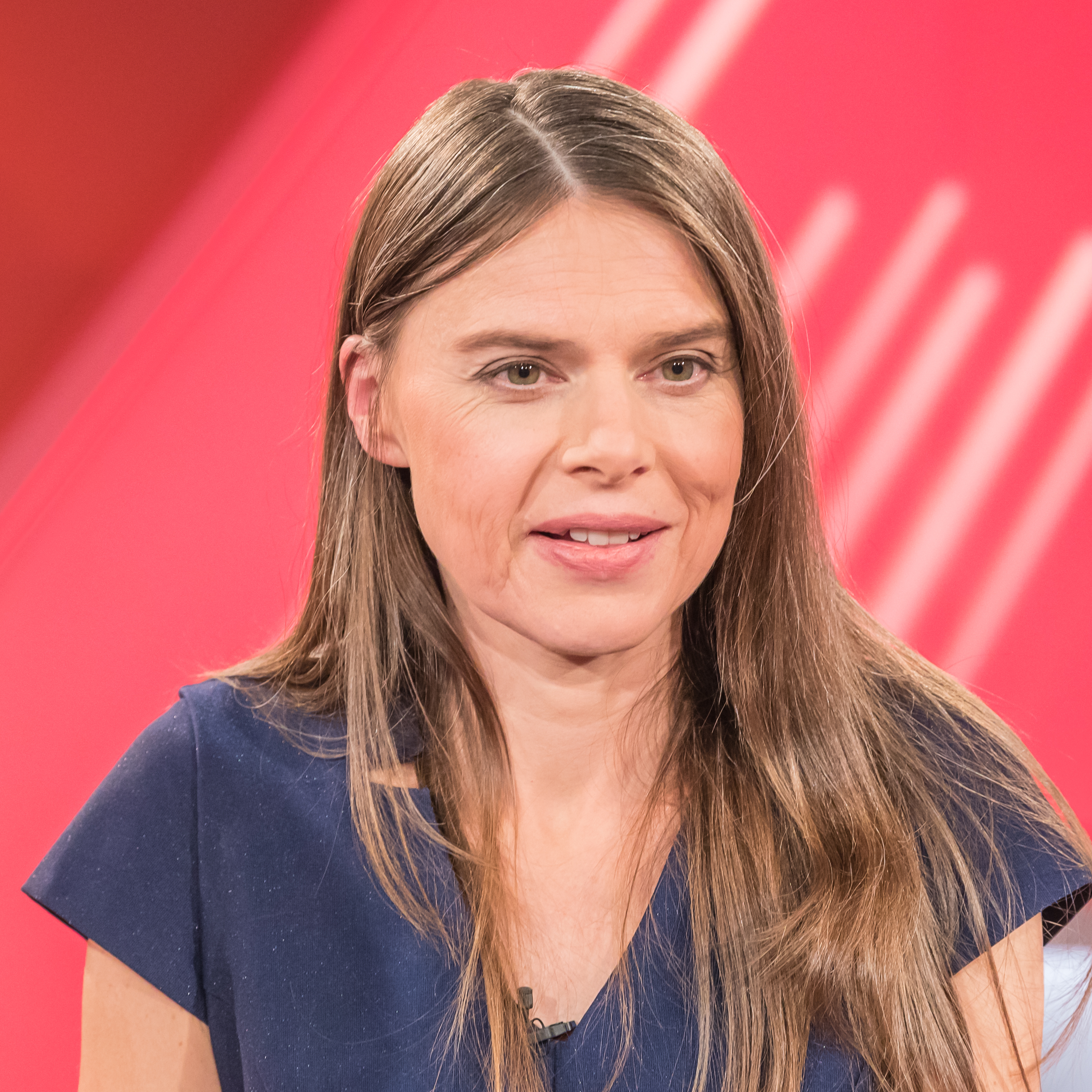
Christiane Florin (* 1968)

- Florin, Eduard (1910–2003), deutscher SS-Unterscharführer
- Florin, Elfriede (1912–2006), deutsche Schauspielerin
- Florin, Elisabeth (* 1958), deutsche Finanzjournalistin und Schriftstellerin
- Florin, Heinz Walter (* 1965), deutscher Komponist, Pianist und Dirigent
- Florin, Hermann (* 1961), deutscher Filmproduzent und Theaterregisseur
- Florin, Irmela (1938–1998), deutsche Psychologin
- Florin, Jennie (* 1979), schwedische Handballspielerin
- Florin, Johann Heinrich (1650–1700), deutscher evangelischer Geistlicher und Hochschullehrer
- Florin, Johann Matthias (1680–1751), deutscher Hochschullehrer
- Florin, Magnus (* 1955), schwedischer Schriftsteller, Regisseur und Dramaturg
- Florin, Peter (1921–2014), deutscher Politiker (SED), MdV, stellvertretender Außenminister und ständiger Vertreter der DDR bei den Vereinten Nationen
- Florin, Thomas, deutscher Mörder in Namibia
- Florin, Wilhelm (1894–1944), deutscher Politiker (KPD) und Widerstandskämpfer gegen den Nationalsozialismus, MdR
- Florin, Wilhelm (1894–1944), deutscher evangelischer Pfarrer
- Florindo Agurto Muñoz, Juan María (* 1959), chilenischer Ordensgeistlicher, römisch-katholischer Bischof von San Carlos de Ancud
- Florindo, Mackenson (* 2002), französisch-haitianischer Skirennläufer
- Florindo, Osório, osttimoresischer Politiker
- Florine von Burgund († 1097), Kreuzfahrerin
- Florine, Hans (* 1964), US-amerikanischer SportklettererHans Florine (* 1964)

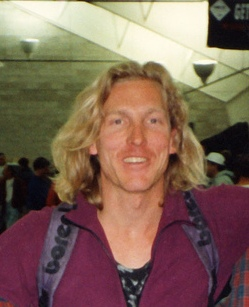
Hans Florine (* 1964)

- Florineth, Florin (1946–2023), Ingenieurbiologe und Vegetationstechniker
- Flöring, Adolf (1862–1924), deutscher Unternehmer in der Schuhindustrie
- Flöring, Friedrich (1859–1941), deutscher evangelischer Theologe und Abgeordneter
- Florinski, Wassili Markowitsch (1834–1899), russischer Gynäkologe, Ethnograph und Hochschullehrer
- Florinus von Remüs, Heiliger der katholischen Kirche
- Florinus, Franz Philipp (1649–1699), evangelischer Theologe und Autor
- Florio, Aldo (1925–2016), italienischer Filmregisseur
- Florio, Claudia (* 1951), italienische Filmregisseurin und Drehbuchautorin
- Florio, David (* 1985), deutscher Filmschauspieler und Gastronom
- Florio, Franco (* 2000), argentinischer Sprinter
- Florio, Glenn (1967–2020), US-amerikanischer Ruderer
- Florio, Hervé (* 1950), französischer Radrennfahrer
- Florio, James (1937–2022), US-amerikanischer Politiker
- Florio, John (1553–1625), englischer Übersetzer und Gelehrter
- Florio, Marguerite (* 1944), Schweizer Politikerin (LPS)
- Florio, Maria, US-amerikanische Filmproduzentin
- Florio, Roberto (1929–1993), argentinischer Tangosänger
- Florio, Vincenzo (1799–1868), italienischer Unternehmer und Politiker
- Florio, Vincenzo (1883–1959), italienischer Unternehmer und RennfahrerVincenzo Florio (1883–1959)

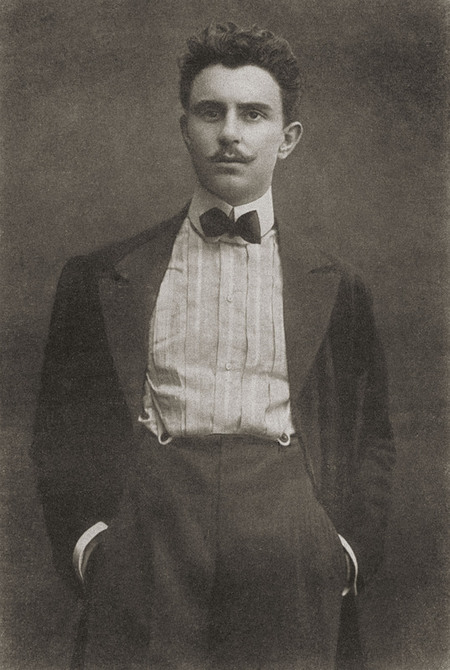
Vincenzo Florio (1883–1959)

- Florio-Hansen, Inez De (* 1943), deutsche Fremdsprachenforscherin und Übersetzerin
- Floriot, René (1902–1975), französischer Rechtsanwalt und Strafverteidiger
- Floris, Cornelis (1514–1575), flämischer Architekt und Bildhauer
- Floris, Frans († 1570), niederländischer Maler
- Floris, Sandro (* 1965), italienischer Leichtathlet
- Floristán, Juan Pérez (* 1993), spanischer klassischer Pianist
- Florit, Ana, französische Filmeditorin, Filmproduzentin und Schauspielerin
- Florit, Ermenegildo (1901–1985), italienischer Geistlicher, Erzbischof von Florenz
- Floritz, Philipp (* 1991), deutscher Tischtennisspieler
- Florius Maternus, Quintus, römischer Offizier (Kaiserzeit)
- Florius, Franciscus († 1588), franko-flämischer Komponist, Sänger und Notenkopist der Renaissance
- Florius, Jacobus, franko-flämischer Komponist, Kapellmeister und Sänger der Renaissance
- Florizoone, Jelle (* 1995), belgischer Schauspieler und Sänger

#### Florj
- Florjančič, Anže (* 1990), slowenischer Eishockeyspieler
- Florjančič, Peter (1919–2020), jugoslawischer bzw. slowenischer Erfinder

#### Flork
- Flörke, Friedrich (1888–1983), deutscher Verkehrswissenschaftler
- Flörke, Heinrich Gustav (1764–1835), deutscher evangelisch-lutherischer Theologe, Mediziner und Botaniker
- Flörke, Hermann Emil (1893–1979), deutscher Generalleutnant im Zweiten Weltkrieg
- Florkin, Marcel (1900–1979), belgischer Biochemiker und Professor an der Universität Lüttich
- Florková, Lucie (* 1990), tschechische Fußballspielerin

#### Florl
- Flörl, Fritz (1883–1953), deutscher Handwerker
- Flörl, Hubert (1960–2023), österreichischer Künstler und Bildhauer

#### Floro
- Floro Flores, Antonio (* 1983), italienischer Fußballspieler
- Floro Martínez, Angel (1940–2023), spanischer Ordensgeistlicher, römisch-katholischer Bischof von Gokwe in Simbabwe
- Floro, Benito (* 1952), spanischer Fußballtrainer
- Floroiu, Ilie (* 1952), rumänischer Langstreckenläufer
- Floros, Constantin (* 1930), griechischer Musikwissenschaftler
- Floros, Konstantinos (* 1961), griechischer General
- Florow, Adela (* 1961), deutsche Schauspielerin, Hörspiel- und Synchronsprecherin
- Florow, Ilja Florentjewitsch (1908–1983), sowjetischer Flugzeugkonstrukteur
- Florowskaja, Wera Nikolajewna (1912–2018), sowjetische bzw. russische Geologin, Geochemikerin und Hochschullehrerin
- Florowski, Georgi Wassiljewitsch (1893–1979), orthodoxer Theologe

#### Florr
- Florrie (* 1988), englische Popsängerin, Songschreiberin, Schlagzeugerin, Gitarristin und Model

#### Flors
- Flörsch, Sophia (* 2000), deutsche AutomobilrennfahrerinSophia Flörsch (* 2000)

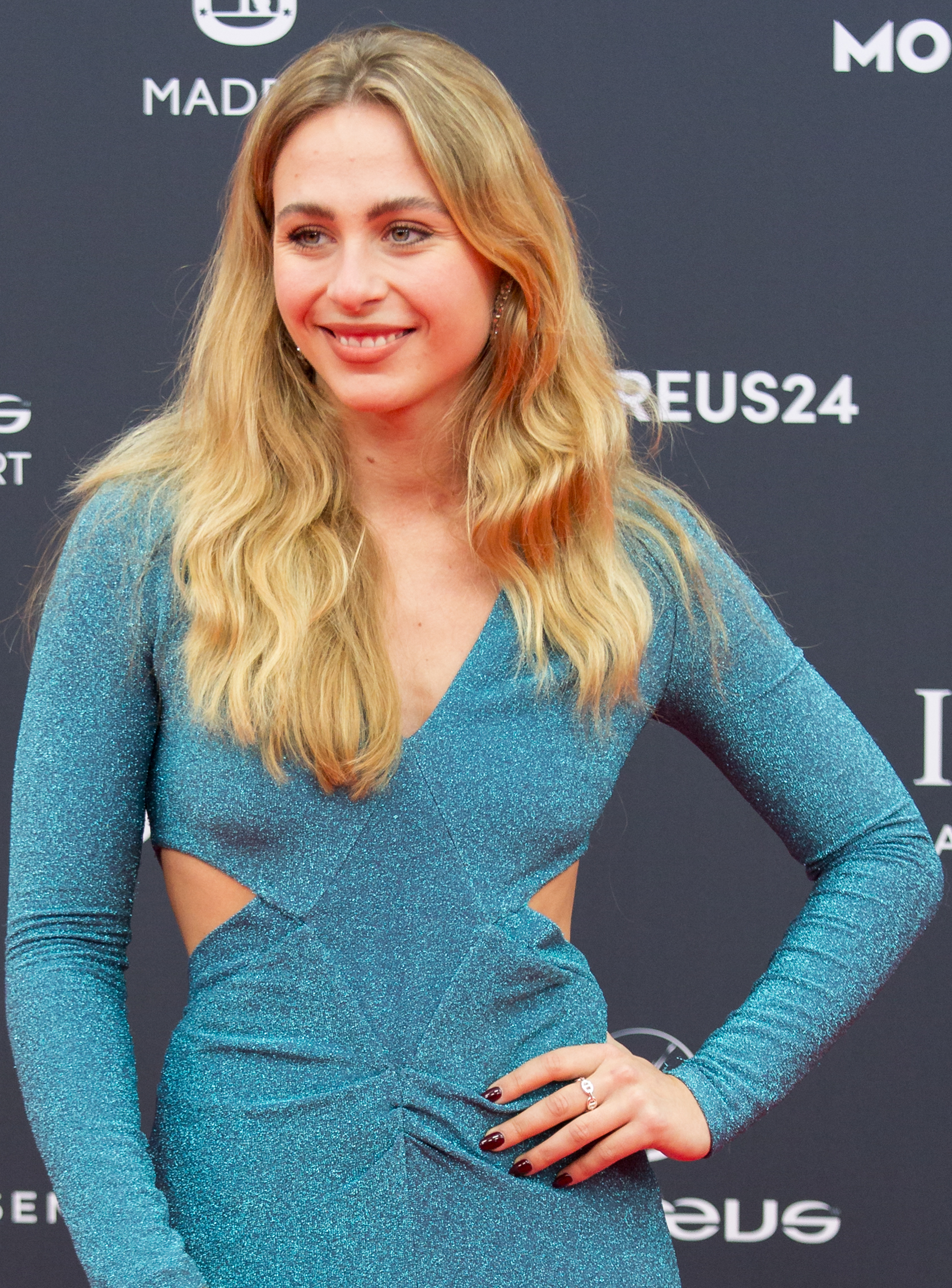
Sophia Flörsch (* 2000)

- Florschuetz, Thomas (* 1957), deutscher Fotograf
- Florschütz, Albert (1819–1903), deutscher evangelischer Pfarrer und Autor
- Florschütz, André (* 1976), deutscher Rennrodler
- Florschütz, Bernd (* 1942), deutscher Fußballtorwart
- Florschütz, Georg (1859–1940), deutscher Mediziner
- Florschütz, Georg (1860–1943), deutscher Jurist und Präsident des Konsistoriums in Hannover (1910–1924)
- Florschütz, Johann Christoph (1794–1882), deutscher Lehrer von Prinz Albert von Sachsen-Coburg und Gotha
- Florschütz, Johann Georg (1779–1849), deutscher evangelischer Geistlicher
- Florschütz, Paul (1860–1912), deutscher Verwaltungsjurist
- Florschütz, Thomas (* 1978), deutscher Bobpilot
- Flörsheim, Daniela (* 1953), deutsche Malerin
- Flörsheim, Meyer Amschel, deutscher Kaufmann in Frankfurt am Main und Wien
- Florstedt, Alexander (1863–1929), deutscher Jäger und Jagdschriftsteller
- Florstedt, Hermann (* 1895), deutscher SS-Standartenführer und Lagerkommandant des KZ Majdanek
- Florstedt, Roland (* 1953), deutscher Schauspieler
- Florstedt, Tim (* 1974), deutscher Rechtswissenschaftler

#### Floru
- Florucz, Raul (* 2001), österreichischer Fußballspieler
- Florus, antiker römischer Toreut
- Florus, römischer Historiker zur Zeit des Kaisers Trajan
- Florus von Lodève († 389), Bischof von Lodève
- Florus von Lyon, Theologe und Dichter
- Florus, Christof (* 1956), deutscher Kommunalpolitiker

#### Florv
- Florvil, Tiffany (* 1980), US-amerikanische Historikerin

#### Flory
- Flory, Chris (* 1953), amerikanischer Jazzmusiker
- Flory, François, französischer Rechenmeister
- Flory, Kathrin (* 1981), deutsche Politikerin (SPD)
- Flory, Lindsay (* 1996), US-amerikanische Volleyballspielerin
- Flory, Med (1926–2014), US-amerikanischer Jazzmusiker und Schauspieler
- Flory, Paul (1910–1985), US-amerikanischer Chemiker und Nobelpreisträger
- Flory, Travis T. (* 1992), US-amerikanischer Schauspieler

### Flos
- Flos, František (1864–1961), tschechischer Dramatiker, Übersetzer und Schriftsteller
- Flosbach, Horst (* 1936), deutscher Langstreckenläufer
- Flosbach, Klaus-Peter (* 1952), deutscher Politiker (CDU), MdB
- Flosdorf, Peter Paul (1928–2023), deutscher Psychologe, Heilpädagoge, Theologe und Systemischer Familientherapeut
- Flosdorff, René (1929–2017), deutscher Elektroingenieur und Rektor der FH Aachen
- Flosman, Oldřich (1925–1998), tschechischer Komponist
- Floß, Gerhard (1932–2009), deutscher Maler und Grafiker
- Floss, Harald (* 1960), deutscher Prähistoriker
- Floß, Heinrich Joseph (1819–1881), deutscher katholischer Theologe und Kirchenhistoriker
- Flöss, Helene (* 1954), österreichische Schriftstellerin
- Floß, Johannes (1937–2016), deutscher römisch-katholischer Geistlicher und Hochschullehrer
- Floss, Rudolf (* 1935), deutscher Bauingenieur für Geotechnik
- Floßdorf, Augustin (1901–1967), deutscher katholischer Pfarrer und Gegner des NS-Regimes
- Flosse, Gaston (* 1931), französischer Politiker (Französisch-Polynesien)
- Flössel, Ernst August (1800–1877), deutscher evangelisch-lutherischer Pfarrer und Autor
- Flössel, Ernst Theodor (1838–1905), deutscher evangelisch-lutherischer Pfarrer und Autor
- Flössel, Hans (1903–1973), deutscher Schauspieler
- Flössel, Margarethe, deutsche Theaterschauspielerin
- Flössel, Otto (1891–1964), deutscher Lehrer und Heimatschriftsteller
- Flosser, Harry (* 1967), deutscher Trickfilmemacher, Designer und Illustrator russischer Abstammung
- Flößer, Karl (1879–1952), deutscher Gewerkschafter und Politiker (SPD)
- Floßmann, Emma (* 2001), deutsche Schauspielerin
- Flossmann, Ferdinanda (1888–1964), österreichische Politikerin (SPÖ), Landtagsabgeordnete und Abgeordnete zum Nationalrat
- Floßmann, Gerhard (* 1941), österreichischer Historiker und Heimatforscher
- Flossmann, Josef (1862–1914), deutscher Bildhauer
- Flossmann, Klemens (1892–1951), österreichischer Architekt
- Flossmann, Martin (1937–1999), österreichischer Schauspieler, Theaterautor und Kabarettist
- Floßmann, Ursula (* 1944), österreichische Juristin, Hochschullehrerin und Feministin
- Flößner, Willy (1898–1979), deutscher Botaniker (Florist)
- Flosstradamus, amerikanischer DJ und Musikproduzent

### Flot
- Flotard, Alain (* 1950), französischer Autorennfahrer
- Flote, Guillaume, französischer Legist und Kanzler des Königs Philipp VI.
- Flote, Pierre († 1302), französischer Legist
- Flöten-Ewald (1929–1992), deutscher Dienstmann und Kunstpfeifer
- Flöter, Eckhard (* 1964), deutscher Ingenieur
- Flöter, Hans Hinrich (1910–2011), deutscher Theologe und Pädagoge
- Flöter, Hubs (1910–1976), deutscher Fotograf
- Flöter, Ilse (* 1919), deutsche Modefotografin
- Flöter, Jonas (* 1967), deutscher Pädagoge und Historiker
- Floth, Horst (1934–2005), deutscher Bobsportler
- Floth, Markus (* 1971), österreichischer DJ und Moderator
- Flöther, Lucas (* 1974), deutscher Rechtsanwalt, Insolvenzverwalter und Hochschullehrer
- Flöthmann, Frank (* 1967), deutscher Illustrator
- Flothmann, Fritz (1845–1926), deutscher Zeitungsverleger
- Flotho, Heinz (1915–2000), deutscher Fußballtorhüter
- Flotho, Manfred (1936–2021), deutscher Richter
- Flotho, Michael (* 1955), deutscher Journalist und Fernsehmoderator
- Flotho, Moritz (* 2002), deutscher Fußballspieler
- Flothuis, Marius (1914–2001), niederländischer Komponist, Musikwissenschaftler und Musikkritiker
- Flötner, Peter († 1546), deutscher Grafiker, Medailleur und Bildschnitzer
- Floto, Christian (* 1956), deutscher Mediziner und Wissenschaftsjournalist
- Floto, Florian (* 1988), deutscher Bogenschütze
- Floto, Gisela (* 1946), deutsche Fotografin und Künstlerin
- Floto, Hartwig (1825–1881), deutscher Historiker
- Floto, Wilhelm (1812–1869), deutscher Apotheker und Komödienautor
- Flotow, Andreas von (1876–1950), deutscher Dressurreiter
- Flotow, Andreas von (1900–1933), deutscher Politiker (NSDAP), MdR
- Flotow, Andreas von (* 1981), deutscher Schriftsteller, Dramaturg und Regisseur
- Flotow, Friedrich von (1812–1883), deutscher OpernkomponistFriedrich von Flotow (1812–1883)

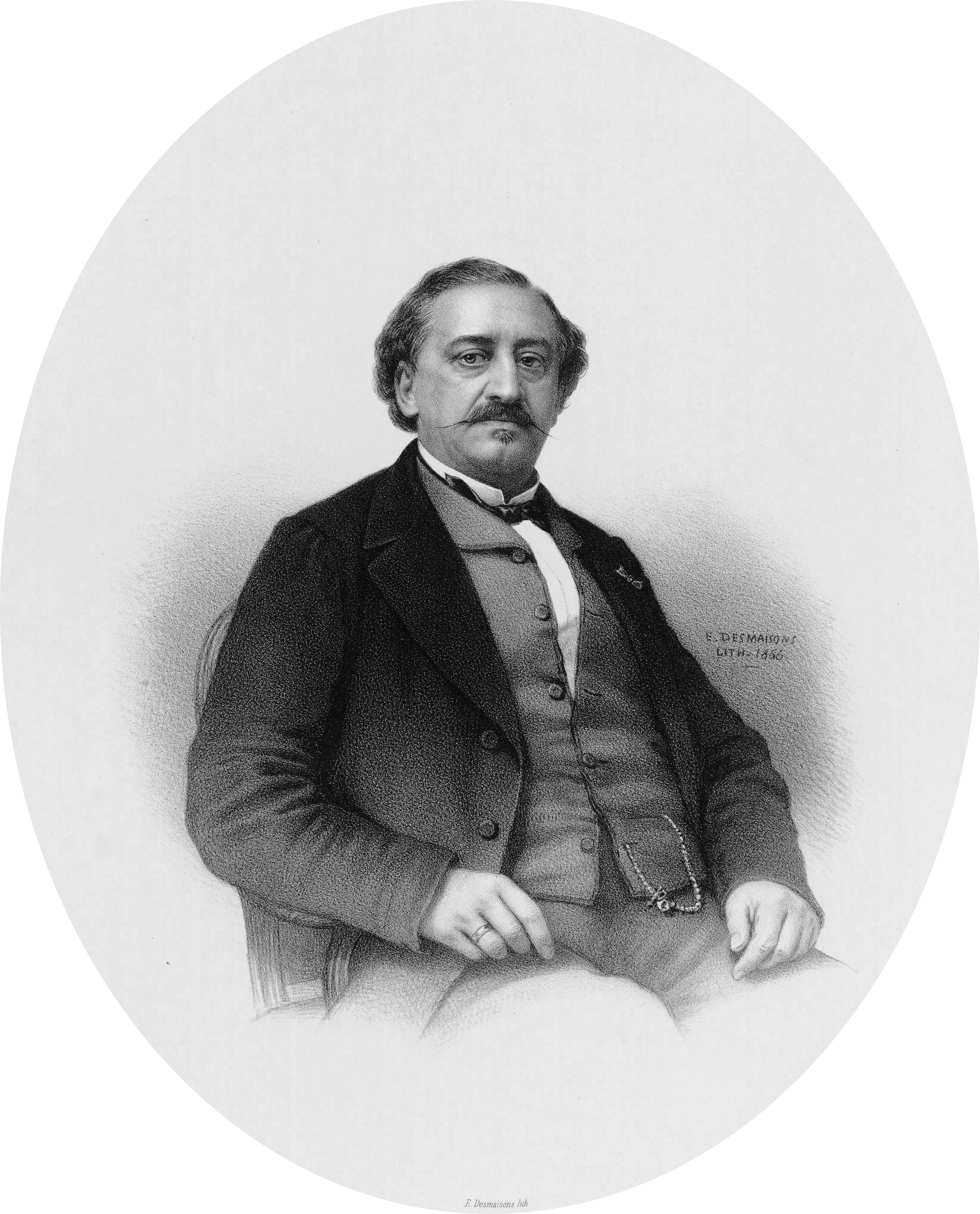
Friedrich von Flotow (1812–1883)

- Flotow, Georg Jürgen von (1868–1956), deutscher Großgrundbesitzer
- Flotow, Gustav von (1789–1864), sächsischer Geheimrat, Direktor der ökonomischen Gesellschaft Dresden
- Flotow, Hans von (1862–1935), deutscher Diplomat und Unternehmer
- Flotow, Julius von (1788–1856), preußischer Major und Botaniker
- Flotow, Jürgen von (1902–1976), Gutsbesitzer, Rechtsanwalt und Notar
- Flotow, Karl Friedrich von (1791–1871), preußischer Generalmajor, Kommandeur der 3. Kavallerie-Brigade
- Flotow, Ludwig von (1867–1948), österreichisch-ungarischer Diplomat
- Flotow, Luise von (* 1951), kanadisch-deutsche Übersetzungswissenschaftlerin
- Flotow, Otto von (1822–1900), preußischer Generalmajor
- Flotron, Marianne (* 1966), Schweizer Curlerin
- Flottau, Renate (* 1944), deutsche Journalistin
- Flottes, Pierre (1895–1994), französischer Historiker, Romanist und Literaturwissenschaftler
- Flöttl, Karl (1902–1977), österreichischer Politiker (SPÖ), Abgeordneter zum Nationalrat, Mitglied des Bundesrates
- Flöttl, Walter (1924–2009), österreichischer Bankmanager
- Flöttl, Wolfgang (* 1955), österreichischer Investmentbanker
- Flottmann, Bernie (1945–2006), deutscher Türsteher in St. Pauli
- Flottmann, Daniel (* 1984), deutscher FußballspielerDaniel Flottmann (* 1984)

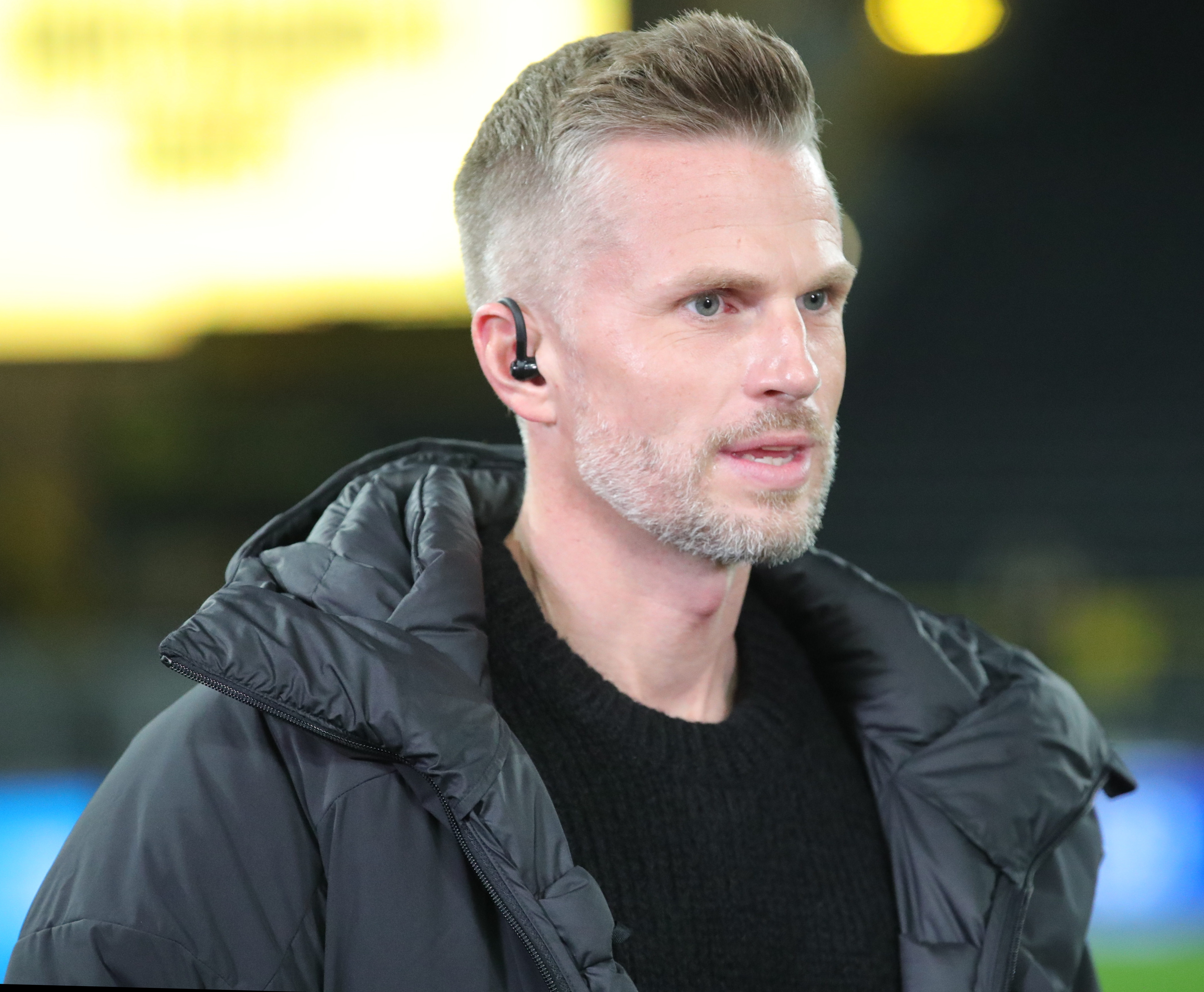
Daniel Flottmann (* 1984)

- Flottmann, Emilie (1852–1933), deutsche Unternehmerin und Industriepionierin
- Flottmann, Erich (1895–1945), deutscher Verwaltungsjurist
- Flottmann, Friedrich Heinrich (1844–1899), deutscher Ingenieur, Unternehmer und Industriepionier
- Flottmann, Heiko (* 1957), deutscher Fußballspieler und -trainer
- Flottmann, Hermann (1812–1891), preußischer Verwaltungsjurist, Landrat und Rittergutsbesitzer
- Flöttmann, Holger (* 1966), deutscher Computerspielentwickler und Unternehmer
- Flöttmann, Holger Bertrand (* 1946), deutscher Neurologe, Psychiater und Psychotherapeut sowie Sachbuchautor
- Flottmann, Otto Heinrich (1875–1944), deutscher Unternehmer und Inhaber der Flottmann-Werke
- Flottmann, Patrick (* 1997), australischer Fußballspieler
- Flottran, Heinzz (* 1965), deutscher Maler, Bildhauer und Grafiker
- Fløttum, Ola (* 1972), norwegischer Filmkomponist
- Flottwell, Adalbert von (1829–1909), deutscher Beamter, Kabinettsminister Lippe und Politiker, MdR
- Flottwell, Cölestin (1711–1759), deutscher Philologe; Lehrer und Hochschullehrer in Königsberg
- Flottwell, Eduard von (1786–1865), deutscher Verwaltungsjurist und Politiker in Preußen
- Flottwell, Georg Eduard von (1844–1894), deutscher Fotograf
- Fløtum, Andrew av (* 1979), färöischer Fußballspieler
- Flotzinger, Rudolf (* 1939), österreichischer Musikwissenschaftler
- Flötzner, Lisa (* 1996), deutsche Fußballspielerin

### Flou
- Flour, Jules (1864–1921), französischer Genremaler und Kunstpädagoge
- Flourens, Émile (1841–1920), französischer Jurist und Politiker
- Flourens, Gustave (1838–1871), französischer Revolutionär und Ethnograf. Mitglied der Pariser Kommune 1871
- Flourens, Marie-Jean-Pierre (1794–1867), französischer Physiologe
- Flouret, Ines Teresa Hortensia (1926–2009), argentinische Diplomatin
- Flouride, Klaus (* 1949), US-amerikanischer MusikerKlaus Flouride (* 1949)

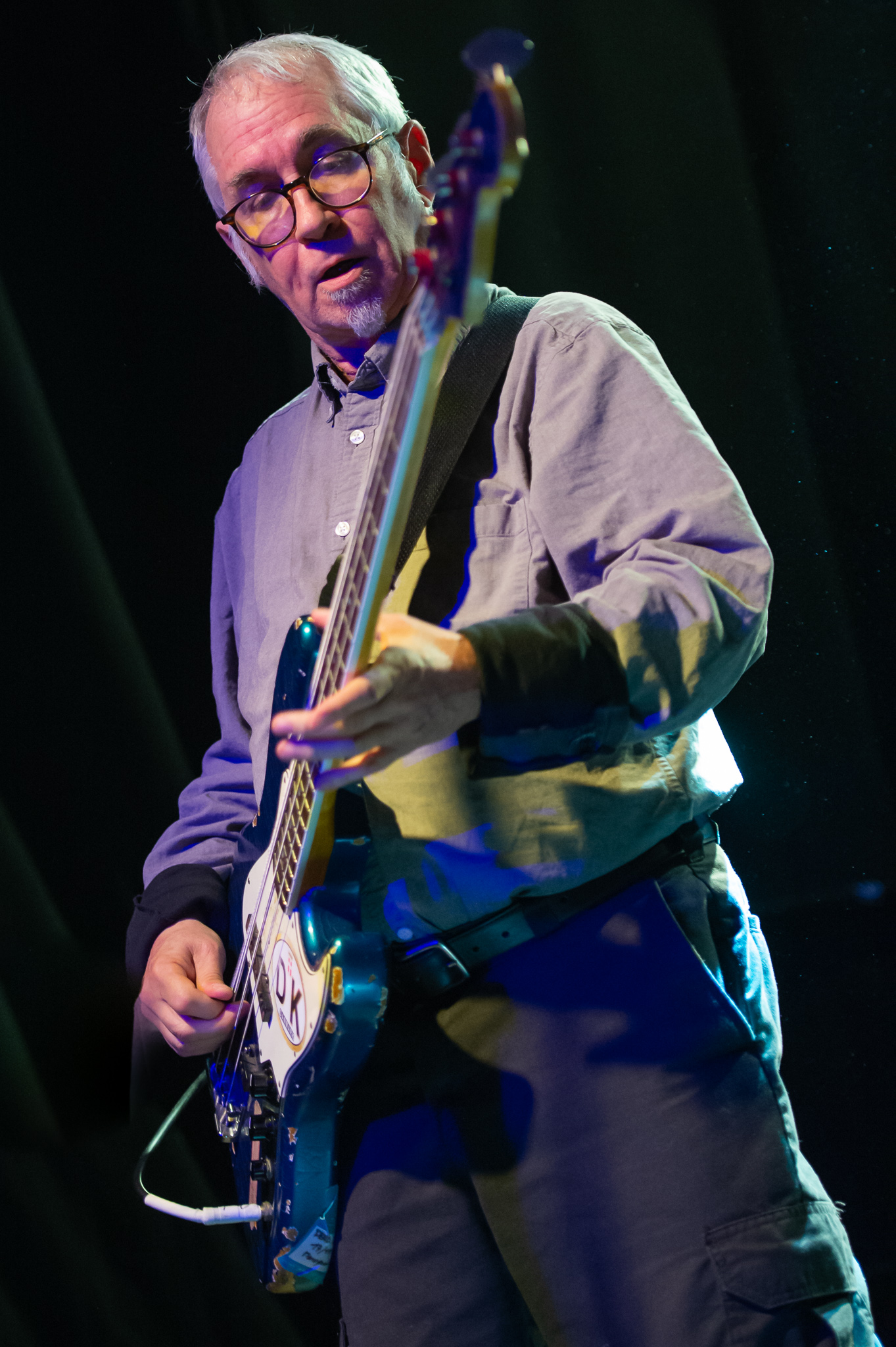
Klaus Flouride (* 1949)

- Flournoy, Fabulous (* 1973), US-amerikanisch-englischer Basketballspieler
- Flournoy, Hartina (* 1956), US-amerikanische Politikberaterin und Anwältin
- Flournoy, John C. Jr., US-amerikanischer Offizier, Generalmajor der US Air Force
- Flournoy, Michèle (* 1960), US-amerikanische Beamtin
- Flournoy, Richard (1900–1967), US-amerikanischer Drehbuchautor
- Flournoy, Théodore (1854–1920), Schweizer Psychologe und Parapsychologe
- Flournoy, Thomas (1811–1883), US-amerikanischer Politiker
- Floutz, Thomas, Maskenbildner und Spezialeffektkünstler
- Flouzat, Guilhem (* 1985), französischer Jazzmusiker (Schlagzeug, Improvisation)

### Flow
- Flower, Andy (* 1968), simbabwischer Cricketspieler und Mannschaftskapitän der simbabwischen Nationalmannschaft
- Flower, Bo (* 1982), deutscher Rapper
- Flower, Charles E. (1871–1951), englischer Maler, Grafiker und Illustrator
- Flower, George (1937–2004), US-amerikanischer Schauspieler, Autor, Produzent, Regieassistent, Produktionsmanager und Casting Director
- Flower, Jessie (* 1994), US-amerikanische Synchronsprecherin
- Flower, Roswell P. (1835–1899), US-amerikanischer Politiker und Gouverneur des Bundesstaates New York (1892–1895)
- Flower, Stanley Smyth (1871–1946), britischer Armeeoffizier, Kolonialverwalter, Wissenschaftlicher Berater, Zoologe und Naturschützer
- Flower, William Henry (1831–1899), englischer Arzt und Zoologe
- Flowerdew, Mark (* 1971), englischer Snookerspieler
- Flowers, A. D. (1917–2001), US-amerikanischer Filmtechniker und Spezialeffektkünstler
- Flowers, Alfred K. (* 1947), US-amerikanischer Offizier, Generalmajor der US Air Force
- Flowers, April (* 1978), US-amerikanische Pornodarstellerin
- Flowers, Ben (1927–2009), US-amerikanischer Baseballspieler
- Flowers, Bess (1898–1984), US-amerikanische Filmschauspielerin
- Flowers, Brandon (* 1981), US-amerikanischer Musiker und SängerBrandon Flowers (* 1981)

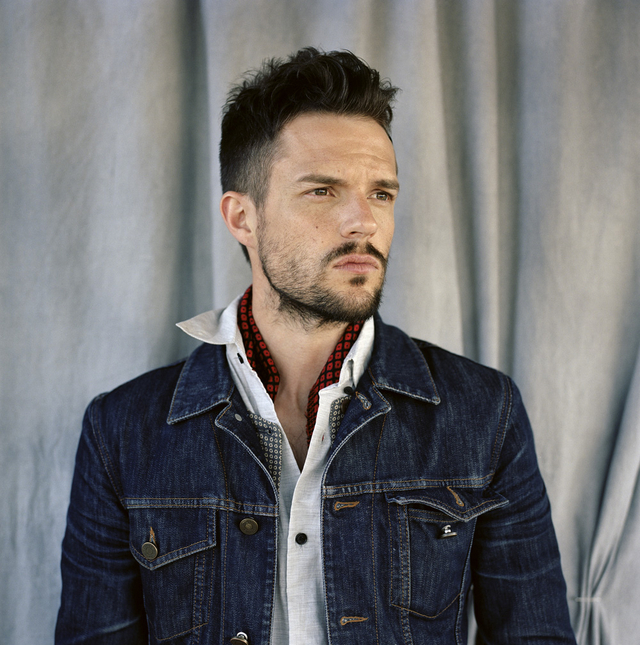
Brandon Flowers (* 1981)

- Flowers, Brian, Baron Flowers (1924–2010), britischer Physiker
- Flowers, Damel (* 1960), belizischer Sprinter
- Flowers, Ereck (* 1994), US-amerikanischer American-Football-Spieler
- Flowers, Frank E. (* 1979), britischer Regisseur, Filmproduzent und Drehbuchautor
- Flowers, Herbie (1938–2024), britischer RockmusikerHerbie Flowers (1938–2024)

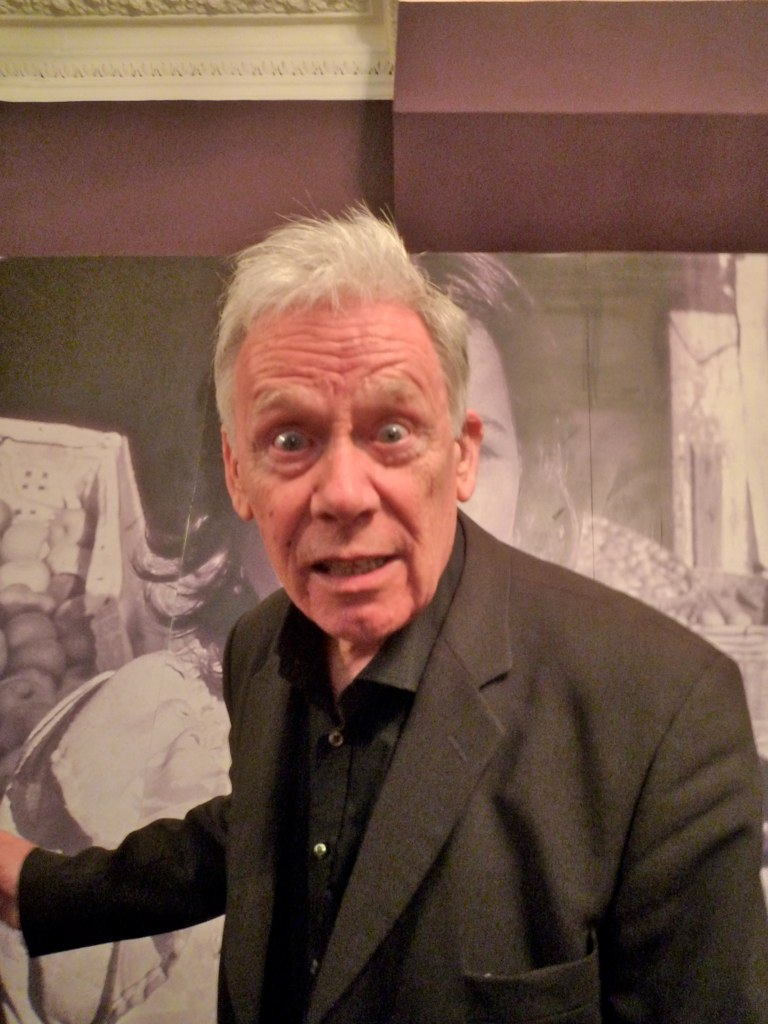
Herbie Flowers (1938–2024)

- Flowers, J. Christopher (* 1957), US-amerikanischer Investmentbanker und Milliardär
- Flowers, Michael (* 1999), US-amerikanischer Basketballspieler
- Flowers, Mike (* 1986), dänischer Basketballspieler
- Flowers, Pat (1917–2000), US-amerikanischer Jazzpianist und Sänger

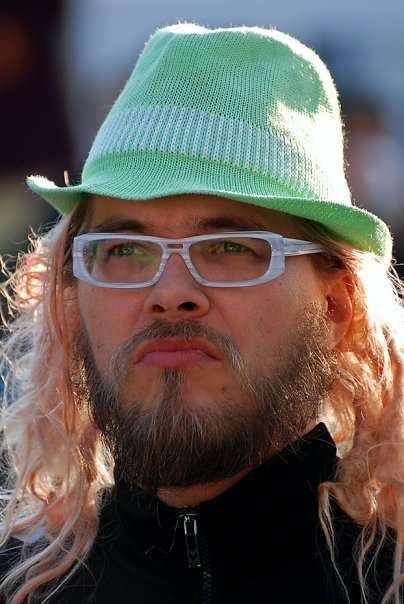
FlowinImmO (* 1975)

- Flowers, Randal (* 1988), US-amerikanischer Pokerspieler
- Flowers, Robert B. (* 1947), US-amerikanischer Offizier, Generalleutnant der US-Army
- Flowers, Ron (1934–2021), englischer Fußballspieler und -trainer
- Flowers, Sibby (* 1963), US-amerikanische Gewichtheberin
- Flowers, Stephen (* 1953), US-amerikanischer Germanist, esoterischer Runologe und Okkultist
- Flowers, Tiger (1895–1927), US-amerikanischer Boxer
- Flowers, Tim (* 1967), englischer Fußballtorhüter und -trainer
- Flowers, Tommy (1905–1998), englischer Ingenieur
- Flowers, Tre (* 1995), US-amerikanischer American-Football-Spieler
- Flowers, Trey (* 1993), US-amerikanischer Footballspieler
- Flowers, Vonetta (* 1973), US-amerikanische Leichtathletin und Bobsportlerin
- Flowers, Walter (1933–1984), US-amerikanischer Politiker
- Flowers, Wee (* 1960), deutsche Pop-Porträt-Malerin, Musikerin und DJ
- Flowers, Zay (* 2000), US-amerikanischer American-Football-Spieler
- FlowinImmO (* 1975), deutscher RapperFlowinImmO (* 1975)

### Floy
- Floyd Fales, Donna (* 1940), US-amerikanische Tennisspielerin
- Floyd, Babi (1953–2013), US-amerikanischer Jazzmusiker
- Floyd, Carlisle (1926–2021), US-amerikanischer Komponist
- Floyd, Charles (1782–1804), US-amerikanischer Entdecker, Mitglied der Lewis-und-Clark-Expedition
- Floyd, Charles A. (1791–1873), US-amerikanischer Jurist und Politiker
- Floyd, Charles M. (1861–1923), US-amerikanischer Politiker
- Floyd, Christiane (* 1943), österreichische Informatikerin, Professorin
- Floyd, Eddie (* 1937), US-amerikanischer R’n’B- und Soulsänger
- Floyd, Edwin E. (1924–1990), US-amerikanischer Mathematiker
- Floyd, Franklin Delano (1943–2023), US-amerikanischer Mörder, Sexualstraftäter, Entführer und mutmaßlicher SerienmörderFranklin Delano Floyd (1943–2023)

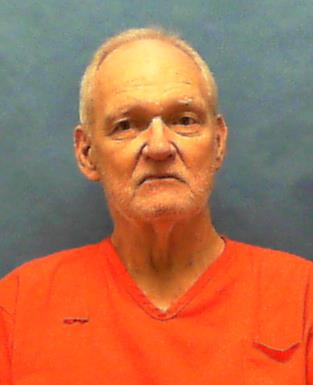
Franklin Delano Floyd (1943–2023)

- Floyd, George (1973–2020), US-amerikanisches Opfer eines Polizeieinsatzes
- Floyd, Jim Bob (* 1929), US-amerikanischer Konzertpianist, Komponist und Musikpädagoge
- Floyd, John (1769–1839), US-amerikanischer Politiker
- Floyd, John (1783–1837), US-amerikanischer Politiker
- Floyd, John Buchanan (1806–1863), Gouverneur von Virginia, Kriegsminister der Vereinigten Staaten und General der Konföderierten im Amerikanischen Bürgerkrieg
- Floyd, John C. (1858–1930), US-amerikanischer Politiker
- Floyd, John G. (1806–1881), US-amerikanischer Jurist und Politiker
- Floyd, Jonathan (* 2001), norwegischer Sänger, Songwriter und Musikproduzent
- Floyd, Keith (1943–2009), englischer Fernsehkoch und Kochbuchautor
- Floyd, King (1945–2006), US-amerikanischer Soulsänger und Songwriter
- Floyd, Leonard (* 1992), US-amerikanischer American-Football-Spieler
- Floyd, Lettice (1865–1934), englisch-britische Suffragette
- Floyd, Michael (* 1989), US-amerikanischer American-Football-Spieler
- Floyd, Mike (* 1976), britischer Hammerwerfer
- Floyd, Pretty Boy (1904–1934), US-amerikanischer KriminellerPretty Boy Floyd (1904–1934)

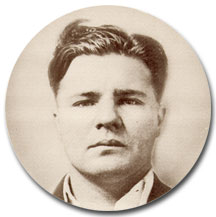
Pretty Boy Floyd (1904–1934)

- Floyd, Raymond (* 1942), US-amerikanischer Golfer
- Floyd, Robert (1936–2001), amerikanischer Informatiker
- Floyd, Robert Allan (* 1968), US-amerikanischer Schauspieler
- Floyd, Sally (1950–2019), US-amerikanische Informatikerin
- Floyd, Sleepy (* 1960), US-amerikanischer Basketballspieler
- Floyd, Tim (* 1954), US-amerikanischer Basketballtrainer
- Floyd, Troy (1901–1953), US-amerikanischer Jazzmusiker
- Floyd, William, US-amerikanischer Mathematiker
- Floyd, William (1734–1821), Unterzeichner der Unabhängigkeitserklärung der Vereinigten Staaten
- Floyd-Jones, David R. (1813–1871), US-amerikanischer Politiker
- Floyer, Ceal (* 1968), pakistanisch-deutsche Konzeptkünstlerin
- Floyer-Acland, Arthur (1885–1980), britischer Generalleutnant
- FloyyMenor, chilenischer Reggaeton-Sänger